# Lista craterelor de pe Venus

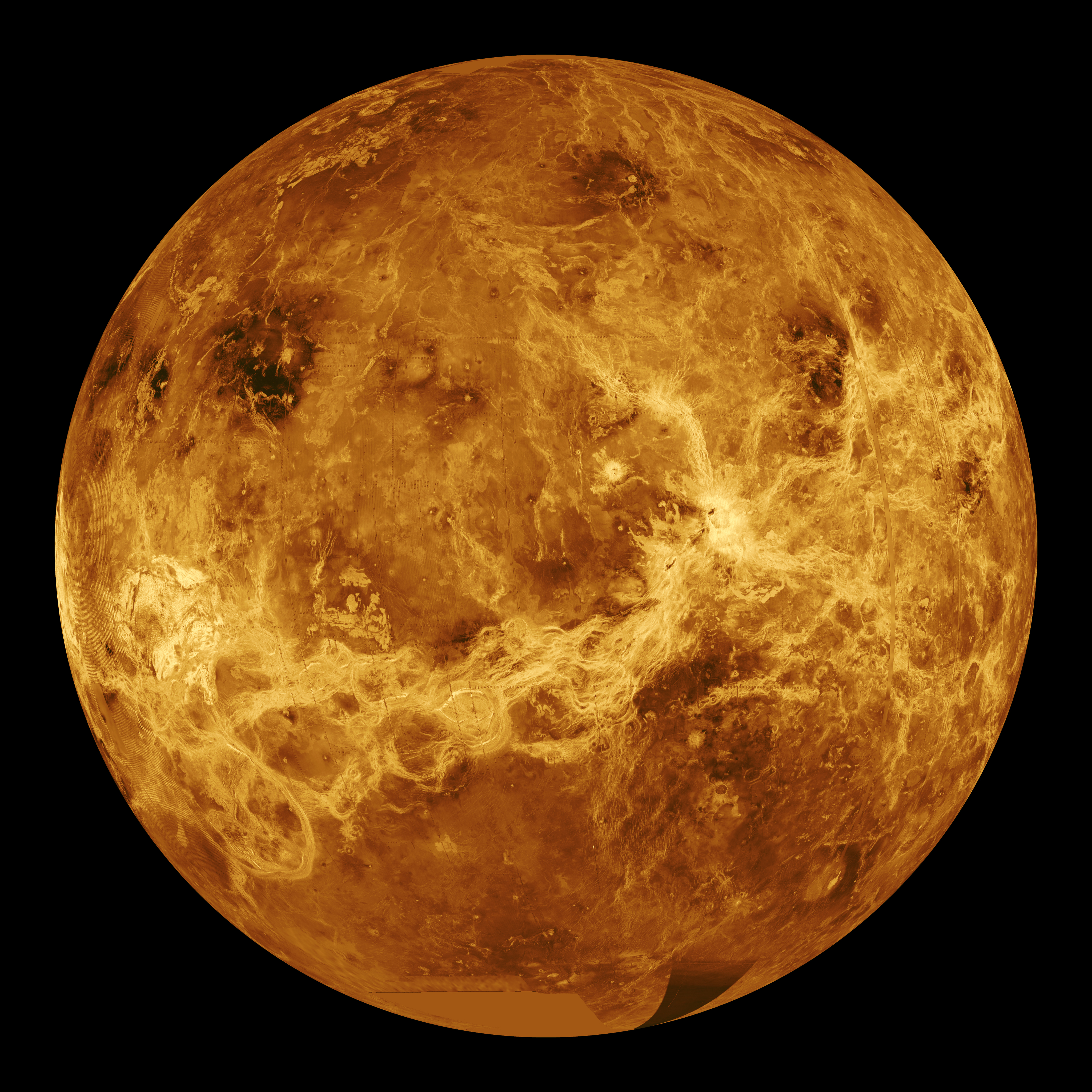
Imagine radar reconstituită de Magellan și Pioneer Venus Orbiter. Longitudine 180° est. NASA, 29 octombrie 1991.

Lista craterelor de pe Venus recenzează craterele cunoscute de pe planetă, cât și numele lor.
Venus este o planetă a cărei suprafață este îndeosebi acoperită de șesuri și bazine, cât și de două lanțuri muntoase majore. Craterele pe Venus sunt destul de puțin numeroase, în comparație cu alte planete din Sistemul Solar. Numărul craterelor de pe planetă se ridică la circa o mie, ceea ce este caracteristic unui sol relativ tânăr.
Morfologia craterelor de pe Venus diferă de cele ale altor planete. Prin faptul că atmosfera venusiană este densă, se poate ca meteorii să aibă tendința să explodeze sau să se dezintegreze în timpul pătrunderii lor în atmosfera venusiană, cele mai mici obiecte neputând astfel să atingă solul. Repartizarea craterelor este uniformă pe suprafața planetei, iar cele mai multe dintre acestea au fost create în două perioade distincte, cea a marelui bombardament și o altă perioadă mai recentă de bombardament al asteroizilor și al cometelor.
În timpul marelui bombardament târziu, când s-au format cele mai multe cratere de pe Mercur și de pe Lună, este probabil că și planeta Venus să fi fost ciocnită, dar puținele urme de impact arată că solul venusian s-a reînnoit, proces care s-a întrerupt de puțin timp, acum aproximativ 500 de milioane de ani.
Denumirile oficiale ale diferitelor structuri de pe corpurile cerești sunt date de Uniunea Astronomică Internațională (UAI). Lista este actualizată de asociația geologică americană: US Geological Survey (USGS) fiind publicată în gazeta: Gazetteer of Planetary Nomenclature.
Din circa 1.000 de cratere identificate pe planeta Venus, au fost denumite aproape 900 de cratere. Craterele venusiene poartă, în general, un prenume feminin sau un nume al unei personalități feminine celebre. Prin convenție, craterele cu un diametru de peste 20 km au primit numele unor femei celebre, care s-au afirmat într-un mod notabil, în domeniul lor de activitate, iar craterele cu un diametru mai mic de 20 km sunt numite prin prenume uzuale feminine, din diferite limbi.
Direcția longitudinilor crescătoare este est. Latitudine pozitivă: nord. Latitudine negativă: sud.

## A
| Nume           | Latitudine | Longitudine | Diametru (km) | Numit după                                        |
| -------------- | ---------- | ----------- | ------------- | ------------------------------------------------- |
| Abigail        | -52.2      | 111.2       | 18.4          | Prenume ebraic                                    |
| Abika          | -52.5      | 104.4       | 14.5          | Prenume Mari                                      |
| Abington       | -47.8      | 277.7       | 21.7          | Frances Abington, actriță britanică               |
| Abra           | 6.2        | 97.4        | 7.2           | Prenume ewe                                       |
| Adaiah         | -47.3      | 253.4       | 18            | Prenume ebraic                                    |
| Adamson        | -14.8      | 29.6        | 27.2          | Joy Adamson, naturalistă austriacă                |
| Addams         | -56.2      | 98.9        | 87            | Jane Addams, reformatoare socială americană       |
| Adivar         | 8.9        | 76.2        | 30.3          | Halide Edip Adıvar, autoare turcoaică             |
| Adzoba         | 12.8       | 117         | 10            | Prenume ewe                                       |
| Aethelflaed    | -18.2      | 196.6       | 20            | Ethelfleda, regină merciană                       |
| Afiba          | -47.1      | 102.7       | 9.5           | Prenume ewe                                       |
| Afiruwa        | 4.3        | 3.8         | 5.2           | Prenume hausa                                     |
| Aftenia        | 50         | 324         | 7             | Prenume românesc                                  |
| Afua           | 15.5       | 124         | 10            | Prenume Akan                                      |
| Aglaonice      | -26.4      | 339.9       | 63.7          | Aglaonice, astronomă grecoaică din Antichitate    |
| Agnesi         | -39.4      | 37.7        | 42.4          | Maria Agnesi, matematiciană italiană              |
| Agoe           | 13.1       | 4.3         | 6.3           | Prenume ewe                                       |
| Agrippina      | -33.2      | 65.7        | 38.6          | Agrippina Major, împărăteasă romană               |
| Ahava          | 53.6       | 187.3       | 10.4          | Prenume ebraic                                    |
| Aigul          | 38.2       | 280.4       | 6             | Prenume calmîc                                    |
| Ailar          | -15.8      | 68.4        | 8.2           | Prenume turcesc                                   |
| Aimee          | 16.1       | 127.2       | 17            | Prenume francez                                   |
| Aisha          | 39.3       | 53.3        | 10.6          | Prenume arab                                      |
| Aita           | 8.9        | 270.7       | 14            | Prenume eston                                     |
| Akeley         | 8          | 244.5       | 23.4          | Delia Akeley, exploratoare americană              |
| Akhmatova      | 61.3       | 307.9       | 41.4          | Anna Ahmatova, poetă rusoaică                     |
| Akiko          | 30.6       | 187.3       | 17.4          | Yosano Akiko, poetă japoneză                      |
| Akosua         | -58.6      | 18.1        | 6.2           | Prenume Akan                                      |
| Aksentyeva     | -42        | 271.9       | 42.5          | Zinaida Aksentyeva, astronomă rusoaică            |
| Akuba          | 9.6        | 23          | 5.5           | Prenume ewe                                       |
| Al-Taymuriyya  | 32.9       | 336.1       | 19            | Ayesha Al-Taymuriyya, autoare egipteană           |
| Alcott         | -59.5      | 354.4       | 66            | Louisa May Alcott, autoare americană              |
| Alima          | -46        | 229.2       | 10.3          | Prenume arab                                      |
| Alimat         | -29.5      | 205.9       | 13.5          | Prenume oset                                      |
| Alina          | 8.3        | 267.78      | 3.7           | Prescurtare a prenumelui francez Adeline/Adelaide |
| Alison         | -4         | 165.6       | 14.4          | Prenume irlandez                                  |
| Alma           | -2.4       | 228.8       | 16.8          | Prenume kazah                                     |
| Almeida        | 46.6       | 123.3       | 15.5          | Prenume portughez                                 |
| Altana         | 1.4        | 69.9        | 6             | prenume calmîc                                    |
| Amalasuntha    | -11.5      | 342.4       | 15.4          | Amalasuntha, regină a ostrogoților                |
| Amanda         | -29.2      | 94.5        | 12.5          | Prenume latin                                     |
| Amaya          | 11.3       | 89.4        | 34.5          | Carmen Amaya, dansatoare spaniolă                 |
| Amelia         | 8.57       | 280.45      | 3.3           | Prenume latin                                     |
| Amenardes      | 15         | 54.3        | 27.9          | Amenardes, prințesă egipteană                     |
| Aminata        | 6.6        | 25.2        | 9.7           | Prenume mandinka                                  |
| Anaxandra      | 44.2       | 162.3       | 20.4          | Anaxandra, artistă din Grecia antică              |
| Andami         | -17.5      | 26.5        | 28.9          | Azar Andami, medic și cercetătoare iraniană       |
| Andreianova    | -3         | 68.8        | 66.1          | Elena Andreianova, balerină rusoaică              |
| Anicia         | -26.3      | 31.3        | 38.2          | Anicia, medic și poetă din Grecia antică          |
| Annia Faustina | 22.1       | 4.7         | 23.4          | Faustina cea Tânără, împărăteasă romană           |
| Antonina       | 28.1       | 106.8       | 13.8          | Prenume rusesc                                    |
| Anush          | 14.9       | 86.5        | 12.7          | Prenume armenesc și persan                        |
| Anya           | 39.5       | 297.8       | 18.1          | Prenume rusesc                                    |
| Ariadne        | 43.9       | 360         | 23.6          | Prenume grecesc                                   |
| Asmik          | 3.9        | 166.4       | 19.5          | Prenume armean                                    |
| Astrid         | -21.4      | 335.2       | 10.5          | Prenume scandinav                                 |
| Audrey         | 23.8       | 348.1       | 15.2          | Prenume englezesc                                 |
| Aurelia        | 20.3       | 331.8       | 31.1          | Aurelia, mama lui Iulius Caesar                   |
| Austen         | -25        | 168.4       | 45.1          | Jane Austen, autoare britanică                    |
| Avene          | 40.4       | 149.4       | 10            | Prenume akan                                      |
| Avviyar        | -18        | 353.7       | 20.6          | Avviyar, autoare de limbă tamilă                  |
| Ayana          | -29.2      | 175.5       | 13.8          | Prenume Altay                                     |
| Ayashe         | 22.7       | 31.4        | 6.7           | Prenume Hausa                                     |
| Ayisatu        | 34.6       | 5.5         | 7             | Prenume Fula                                      |

## B
| Nume          | Latitudine | Longitudine | Diametru (km) | Numit după                                                       |
| ------------- | ---------- | ----------- | ------------- | ---------------------------------------------------------------- |
| Bachira       | 26.5       | 10          | 7.3           | Prenume algerian                                                 |
| Bądarzewska   | -22.6      | 137.2       | 29.6          | Tekla Bądarzewska-Baranowska, compozitoare poloneză              |
| Bahriyat      | 50.3       | 357.5       | 5             | Prenume cumâc                                                    |
| Baker         | 62.5       | 40.3        | 109           | Josephine Baker, dansatoare americană                            |
| Bakisat       | 26         | 356.8       | 7.4           | Prenume cecen                                                    |
| Balch         | 29.9       | 282.9       | 40            | Emily Balch, economistă americană                                |
| Ban Zhao      | 17.1       | 147         | 39            | Ban Zhao, istorică chinezoaică                                   |
| Baranamtarra  | 17.9       | 267.8       | 25.5          | Baranamtarra, regină mesopotamiană                               |
| Barauka       | 10.6       | 346.3       | 12.9          | Prenume Hausa                                                    |
| Barrera       | 16.6       | 109.4       | 27            | Olivia Barrera, scriitoare spaniolă                              |
| Barrymore     | -52.3      | 195.7       | 56.6          | Ethel Barrymore, actriță americană                               |
| Barsova       | 61.3       | 223         | 76            | Valeria Barsova, cântăreață sovietică                            |
| Barto         | 45.3       | 146.3       | 48            | Agniya Barto, poetă sovietică                                    |
| Barton        | 27.4       | 337.5       | 52.2          | Clara Barton, fondatoare a Crucii Roșii americane                |
| Bascom        | -10.4      | 302.2       | 34.6          | Florence Bascom, geologă americană                               |
| Bashkirtseff  | 14.7       | 194         | 36.2          | Marie Bashkirtseff, pictoriță și memorialistă rusoaică           |
| Bassi         | -19        | 64.6        | 31            | Laura Bassi, fiziciană italiană                                  |
| Bathsheba     | -15.1      | 49.5        | 32.3          | Bathsheba, regină evreică                                        |
| Batten        | 15.2       | 217.4       | 65            | Jean Batten, aviatoare din Noua Zeelandă                         |
| Batya         | 72.7       | 235.4       | 9.3           | Prenume ebraic                                                   |
| Beecher       | 13         | 253.4       | 40.4          | Catharine Beecher, autoare americană                             |
| Behn          | -32.4      | 142         | 25.4          | Aphra Behn, scriitoare britanică                                 |
| Bender        | -13        | 327.4       | 39.8          | Heidi Julia Bender, autoare și artistă americană pentru copii[A] |
| Berggolts     | -63.5      | 53          | 29.5          | Olga Berggolts, poetă rusoaică                                   |
| Bernadette    | -46.6      | 285.6       | 12.8          | Prenume francez                                                  |
| Bernhardt     | 31.6       | 84.4        | 25.3          | Sarah Bernhardt, actriță franceză                                |
| Bernice       | -40.7      | 14.8        | 12.6          | Prenume grecesc                                                  |
| Berta         | 62         | 322         | 20            | Prenume finlandez                                                |
| Bette         | -24.6      | 347.9       | 7.2           | Prenume german                                                   |
| Bickerdyke    | -82        | 171.3       | 36.3          | Mary Ann Bickerdyke, asistentă medicală americană                |
| Bineta        | 57.3       | 144.1       | 10.7          | Prenume Mandinka                                                 |
| Birute        | 36.1       | 32          | 22.3          | Prenume lituanian                                                |
| Blackburne    | 11         | 183.9       | 30.5          | Anna Blackburne, biologă britanică                               |
| Blanche       | -9.3       | 157         | 12.3          | Prenume francez                                                  |
| Blixen        | -60.1      | 145.7       | 20.8          | Karen Blixen, scriitoare daneză                                  |
| Bly           | 37.7       | 305.5       | 18.7          | Nellie Bly, jurnalistă americană                                 |
| Boivin        | 4.3        | 299.5       | 20.4          | Marie Boivin, cercetătoare franceză în domeniul medical          |
| Boleyn        | 24.4       | 220.1       | 70.4          | Anne Boleyn, regină a Angliei                                    |
| Bonnevie      | -36.1      | 127         | 92.2          | Kristine Bonnevie, biologă norvegiană                            |
| Bonnin        | -6.3       | 117.6       | 28.5          | Gertrude Bonnin, aka Zitkala-Sa, reformatoare socială, lakota.   |
| Boulanger     | -26.6      | 99.2        | 71.5          | Nadia Boulanger, pianistă franceză                               |
| Bourke-White  | 21.2       | 147.9       | 33.6          | Margaret Bourke-White, foto-jurnalistă americană                 |
| Boyd          | -39.4      | 221.4       | 22            | Louise Boyd, exploratoare americană                              |
| Boye          | -9.6       | 292.3       | 28            | Karin Boye, scriitoare suedeză                                   |
| Bradstreet    | 16.5       | 47.7        | 36            | Anne Bradstreet, poetă americană                                 |
| Bridgit       | -45.3      | 348.9       | 10            | Prenume irlandez                                                 |
| Brooke        | 48.4       | 296.6       | 22.9          | Frances Brooke, romancieră engleză                               |
| Browning      | 28.3       | 4.9         | 23.4          | Elizabeth Browning, poetă britanică                              |
| Bryce         | -62.5      | 197         | 23.9          | Lucy Bryce, pionieră australiană în domeniul medicinii           |
| Buck          | -5.7       | 349.6       | 21.8          | Pearl S. Buck, scriitoare americană                              |
| Budevska      | 0.5        | 143.2       | 18            | Adriana Budevska, actriță bulgăroaică                            |
| Bugoslavskaya | -23        | 300.4       | 29.9          | Yevgenia Bugoslavskaya, astronomă sovietică.                     |

## C
| Nume       | Latitudine | Longitudine | Diametru (km) | Numit după                                           |
| ---------- | ---------- | ----------- | ------------- | ---------------------------------------------------- |
| Caccini    | 17.4       | 170.4       | 38.1          | Francesca Caccini, compozitoare italiană             |
| Caitlin    | -65.3      | 12          | 14.7          | Prenume irlandez                                     |
| Caiwenji   | -12.4      | 287.6       | 22.6          | Cai Wenji, poetă chineză                             |
| Caldwell   | 23.6       | 112.4       | 51            | Taylor Caldwell, autoare americană                   |
| Callas     | 2.4        | 27          | 33.8          | Maria Callas, cântăreață americană de operă          |
| Callirhoe  | 21.2       | 140.7       | 33.8          | Callirhoe, sculptoriță grecoaică                     |
| Caroline   | 6.9        | 306.3       | 18            | Prenume francez                                      |
| Carr       | -24        | 295.7       | 31.9          | Emily Carr, artistă canadiană                        |
| Carreno    | -3.9       | 16.1        | 57            | Teresa Carreño, pianistă venezueleană                |
| Carson     | -24.2      | 344.1       | 38.8          | Rachel Carson, biologă americană                     |
| Carter     | 5.3        | 67.3        | 17.5          | Maybelle Carter, cântăreață americană                |
| Castro     | 3.4        | 233.9       | 22.9          | Rosalía de Castro, poetă galiciană                   |
| Cather     | 47.1       | 107         | 24.6          | Willa Cather, scriitoare americană                   |
| Centlivre  | 19.1       | 290.4       | 28.8          | Susanna Centlivre, actriță engleză                   |
| Chapelle   | 6.4        | 103.8       | 22            | Georgette Chapelle, ziaristă americană               |
| Chechek    | -2.6       | 272.3       | 7.2           | Prenume Tuvan                                        |
| Chiyojo    | -47.8      | 95.7        | 40.2          | Chiyojo, poetă japoneză                              |
| Chloe      | -7.4       | 98.6        | 18.6          | Prenume grecesc                                      |
| Cholpon    | 40         | 290         | 6.3           | Prenume kîrgîz                                       |
| Christie   | 28.3       | 72.7        | 23.3          | Agatha Christie, autoare englezoaică                 |
| Chubado    | 45.3       | 5.6         | 7             | Prenume Fulbe                                        |
| Clara      | -37.5      | 235.3       | 3.2           | Prenume latin                                        |
| Clementina | 35.9       | 208.6       | 4             | Formă portugheză pentru prenumele francez Clementine |
| Cleopatra  | 65.8       | 7.1         | 105           | Cleopatra, regină egipteană                          |
| Cline      | -21.8      | 317.1       | 38            | Patsy Cline, cântăreață americană                    |
| Clio       | 6.3        | 333.5       | 11.4          | Prenume grecesc                                      |
| Cochran    | 51.9       | 143.4       | 100           | Jacqueline Cochran, aviatoare americană              |
| Cohn       | -33.3      | 208.1       | 18.3          | Carola Cohn, artistă australiană                     |
| Colleen    | -60.8      | 162.2       | 13.5          | Prenume irlandez                                     |
| Comnena    | 1.2        | 343.7       | 19.5          | Anna Comnena, prințesă și scriitoare bizantină       |
| Conway     | 48.3       | 39          | 49.3          | Lady Anne Finch Conway, English natural scientist    |
| Cori       | 25.4       | 72.9        | 56.1          | Gerty Cori, biochimistă cehoaică                     |
| Corinna    | 22.9       | 40.6        | 19.2          | Corinna, poetă grecoaică                             |
| Corpman    | 0.3        | 151.8       | 46            | Elizabeth Koopman Hevelius, astronomă                |
| Cortese    | -11.4      | 218.4       | 27.7          | Isabella Cortese, medic italian                      |
| Cotton     | 70.8       | 300.2       | 48.1          | Eugénie Cotton, fiziciană franceză                   |
| Cunitz     | 14.5       | 350.9       | 48.6          | Maria Cunitz, astronomă sileziană                    |
| Cynthia    | -16.7      | 347.5       | 15.9          | Prenume grecesc                                      |

## D
| Nume          | Latitudine | Longitudine | Diametru (km) | Numit după                                                                        |
| ------------- | ---------- | ----------- | ------------- | --------------------------------------------------------------------------------- |
| d'Este        | -34.3      | 238.9       | 21.6          | Isabella d'Este, nobilă italiană                                                  |
| Dado          | -13.9      | 87.6        | 11.2          | Prenume Fulbe.                                                                    |
| Dafina        | 28.6       | 244.1       | 5.5           | Prenume albanez.                                                                  |
| Danilova      | -26.4      | 337.2       | 48.8          | Maria Danilova, balerină rusoaică                                                 |
| Danute        | -63.5      | 56.5        | 12.3          | Prenume lituanian.                                                                |
| Daphne        | 41.3       | 280.4       | 15.5          | Prenume grecesc                                                                   |
| Darline       | -19.3      | 232.6       | 13            | Prenume anglo-saxon                                                               |
| Dashkova      | 78.2       | 306.5       | 45.1          | Yekatrina Dashkova, filologă rusoaică                                             |
| Datsolalee    | 38.3       | 171.8       | 17.5          | Datsolalee, Washoe artist                                                         |
| de Ayala      | 12.4       | 31.9        | 19            | Josefa de Ayala, pictoriță spaniolă                                               |
| de Beausoleil | -5         | 102.8       | 28.2          | Martine de Beausoleil, cercetătoare franțuzoaică, în domeniul științei Pământului |
| de Beauvoir   | 2          | 96.1        | 52.5          | Simone de Beauvoir, scriitoare franceză                                           |
| de Lalande    | 20.5       | 355         | 21.3          | Marie-Jeanne de Lalande, astronomă franceză.                                      |
| de Staël      | 37.4       | 324.3       | 25            | Anne de Staël, scriitoare franceză                                                |
| De Witt       | -6.5       | 275.6       | 20.7          | Lydia De Witt, patologă americană.                                                |
| Deborah       | -37.3      | 10.6        | 9.7           | Prenume ebraic                                                                    |
| Defa          | 32.2       | 11.3        | 8.5           | Prenume Fulbe                                                                     |
| Degu          | 27.3       | 289.9       | 5.5           | Prenume Adygan                                                                    |
| Deken         | 47.1       | 288.5       | 48            | Agatha Deken, romancieră olandeză                                                 |
| Deledda       | 76         | 127.5       | 32            | Grazia Deledda, romancieră italiană                                               |
| Delilah       | -57.9      | 250.2       | 18.5          | Prenume ebraic                                                                    |
| Deloria       | -32        | 97.1        | 31.9          | Ella Deloria, antropologă sioux                                                   |
| Dena          | -20.7      | 338.7       | 2.4           | Prenume lituanian                                                                 |
| Denise        | -14.4      | 94.7        | 2             | Prenume grecesc                                                                   |
| Devorah       | -22.5      | 343.4       | 4.8           | Prenume ebraic                                                                    |
| Devorguilla   | 15.3       | 4           | 22.9          | Devorguilla, eroină irlandeză                                                     |
| Dheepa        | -21.6      | 176.3       | 4.7           | Prenume indian                                                                    |
| Dickinson     | 74.6       | 177.2       | 67.5          | Emily Dickinson, poetă americană                                                  |
| Dinah         | -62.9      | 37.1        | 15.6          | Prenume ebraic                                                                    |
| Dix           | -37        | 329         | 63.3          | Dorothea Dix, americană activistă în domeniul social                              |
| Dolores       | 51.4       | 201.6       | 12.6          | Prenume spaniol                                                                   |
| Domnika       | 18.4       | 294.3       | 6.7           | Prenume românesc; ortografia românească a prenumelui este Domnica                 |
| Doris         | 2.3        | 90          | 14.5          | Prenume grecesc                                                                   |
| Dorothy       | -35.4      | 11.3        | 8.4           | Prenume grecesc                                                                   |
| du Chatelet   | 21.5       | 165         | 18.5          | Émilie du Châtelet, matematiciană și fiziciană franceză                           |
| Duncan        | 68.1       | 291.7       | 40.3          | Isadora Duncan, dansatoare americană                                              |
| Dunghe        | -56.2      | 295.3       | 5.5           | Prenume calmîc                                                                    |
| Durant        | -62.3      | 227.7       | 21.1          | Ariel Durant, scriitoare americană                                                |
| Duse          | -82.5      | 358         | 30.4          | Eleonora Duse, actriță italiană                                                   |
| Dyasya        | 5.1        | 297.6       | 7.8           | Prenume nganasan (Samoyed)                                                        |

## E
| Nume       | Latitudine | Longitudine | Diametru (km) | Numit după                                                                |
| ---------- | ---------- | ----------- | ------------- | ------------------------------------------------------------------------- |
| Edgeworth  | 32.2       | 22.8        | 29            | Maria Edgeworth, scriitoare irlandeză                                     |
| Edinger    | -68.8      | 208.5       | 33.3          | Tilly Edinger, geologă americană (1897–1967)                              |
| Efimova    | 81         | 223         | 26.5          | Nina Simonovich-Efimova, pictoriță sovietică (1877–1948)                  |
| Eila       | -75        | 94.6        | 9.5           | Prenume finlandez                                                         |
| Eileen     | -22.8      | 232.7       | 16.1          | Prenume irlandez                                                          |
| Eini       | -41.6      | 96.4        | 5.9           | Prenume finlandez                                                         |
| Elena      | -18.3      | 73.4        | 17.6          | Prenume italian, de origine grecă                                         |
| Elenora    | 47.1       | 6.9         | 4.5           | Prenume german, variantă a prenumelui Eleanor                             |
| Elizabeth  | 59.1       | 215.4       | 10.5          | Prenume ebraic                                                            |
| Ellen      | -22.8      | 281.3       | 14.6          | Prenume german                                                            |
| Elma       | -10.1      | 91.1        | 10.2          | Prenume finlandez                                                         |
| Elza       | -34.4      | 275.9       | 18            | Prenume leton                                                             |
| Emilia     | -26.5      | 88.2        | 12.5          | Prenume suedez                                                            |
| Emma       | -13.7      | 302.3       | 11.8          | Prenume german                                                            |
| Enid       | 16.4       | 352.1       | 9.2           | Prenume celtic                                                            |
| Erika      | 72         | 175.4       | 10.5          | Prenume german și maghiar                                                 |
| Erin       | -47        | 184.8       | 13.6          | Prenume irlandez                                                          |
| Erinna     | -78        | 309.1       | 33.8          | Erinna                                                                    |
| Erkeley    | 43.9       | 103.3       | 8             | Prenume din Altai                                                         |
| Ermolova   | 60.3       | 154.4       | 60.9          | Maria Yermolova, actriță rusoaică (1853–1928)                             |
| Erxleben   | -50.9      | 39.4        | 31.6          | Dorothea Christiane Erxleben, prima femeie doctor în Germania (1715–1762) |
| Escoda     | 18.2       | 149.5       | 19.6          | Josefa Llanes Escoda                                                      |
| Esmeralda  | 64.4       | 104.5       | 9.8           | Prenume țigănesc                                                          |
| Estelle    | 1.1        | 93.7        | 18.8          | Prenume de origine latină                                                 |
| Esterica   | 36.8       | 3.6         | 3.6           | Prenume românesc; hipocoristic al prenumelui Estera.                      |
| Esther     | 19.4       | 21.8        | 17.6          | Prenume persan                                                            |
| Eudocia    | -59.1      | 202         | 27.5          | Aelia Eudocia                                                             |
| Eugenia    | 80.6       | 105.4       | 6             | Prenume grecesc                                                           |
| Evangeline | 69.6       | 221.9       | 16            | Prenume grecesc                                                           |
| Evelyn     | -61.2      | 212.3       | 18            | Prenume celtic                                                            |
| Evika      | -5.1       | 31.4        | 20.3          | Prenume tătar                                                             |
| Ezraela    | 57         | 186.8       | 7.8           | Prenume ebraic                                                            |

## F
| Nume       | Latitudine | Longitudine | Diametru (km) | Numit după                                                                                           |
| ---------- | ---------- | ----------- | ------------- | --- |
| Faiga      | 4.9        | 170.9       | 9.6           | Prenume anglo-saxon                                                                                  |
| Faina      | 71.1       | 100.7       | 10            | Prenume turcesc                                                                                      |
| Farida     | 4.8        | 39          | 18            | Prenume musulman din arabă                                                                           |
| Fatima     | -17.8      | 31.9        | 14.5          | Prenume arab                                                                                         |
| Faufau     | 18.8       | 8.3         | 7.8           | Prenume polinezian                                                                                   |
| Fava       | -0.7       | 87.4        | 9.7           | Prenume dunghan (Kirghizstan).                                                                       |
| Fazu       | 32.4       | 106         | 6.1           | Prenume avar (Daghestan).                                                                            |
| Fedorets   | 59.7       | 65.6        | 57.6          | Valentina Aleksandrovna Fedorets, astronomă sovietică (1923–1976)                                    |
| Felicia    | -19.8      | 226.5       | 11.5          | Prenume latin                                                                                        |
| Ferber     | 26.4       | 12.9        | 23.1          | Edna Ferber                                                                                          |
| Fernandez  | 76.2       | 17.2        | 23.7          | M. A. Fernandez, actriță spaniolă (secolul al XVIII-lea).                                            |
| Ferrier    | 15.7       | 111.3       | 29.1          | Kathleen Ferrier                                                                                     |
| Feruk      | -64        | 107.6       | 8.3           | Prenume nivkhi (Sahalin).                                                                            |
| Festa      | 11.5       | 27.2        | 35.3          | Pictoriță italiană                                                                                   |
| Fiona      | 5          | 166.6       | 3.5           | Prenume celtic.                                                                                      |
| Firuza     | 51.8       | 108         | 6             | Prenume persan                                                                                       |
| Flagstad   | -54.3      | 18.9        | 39.2          | Kirsten Flagstad                                                                                     |
| Florence   | -15.2      | 85          | 10.5          | Prenume englez                                                                                       |
| Flutra     | -68.4      | 112         | 6             | Prenume albanez.                                                                                     |
| Fossey     | 2          | 188.7       | 30.4          | Dian Fossey                                                                                          |
| Fouquet    | -15.1      | 203.5       | 47.8          | Marie Fouquet, scriitoare medicală franceză, lucrătoare în domeniul carității (secolul al XVII-lea). |
| Francesca  | -28        | 57.7        | 17            | Prenume italian.                                                                                     |
| Frank      | -13.1      | 12.9        | 22.7          | Anne Frank                                                                                           |
| Fredegonde | -50.5      | 93.3        | 25.2          | Fredegund, regină francă (597)                                                                       |
| Frida      | 68.2       | 55.6        | 21.6          | Prenume suedez                                                                                       |
| Frosya     | 29.5       | 113.4       | 9.8           | Prenume rusesc                                                                                       |
| Fukiko     | -23.1      | 105.8       | 13.9          | Prenume japonez                                                                                      |

## G
| Name           | Latitudine | Longitudine | Diametru (km) | Numit după |
| -------------- | ---------- | ----------- | ------------- | --- |
| Gabriela       | -17.8      | 240.4       | 17.5          | Prenume ebraic |
| Gahano         | -80.2      | 77.4        | 4.5           | Prenume seneca |
| Gail           | -16.1      | 97.5        | 10            | Prenume ebraic |
| Galina         | 47.6       | 307.1       | 16.8          | Prenume bulgar |
| Galindo        | -23.3      | 258.8       | 23.8          | Beatrix Galindo, medic și educatoare spaniolă (1465–1534) |
| Gautier        | 26.3       | 42.8        | 59.3          | Judith Gautier, poetă și romancieră franceză (1845 – 1917) |
| Gaze           | 17.9       | 240.2       | 33.3          | Vera Gaze, astronomă sovietică (1899–1954) |
| Gentileschi    | 45.2       | 260.6       | 20.5          | Artemisia Gentileschi, pictoriță italiană (1593 – c. 1656) |
| Georgina       | -20.4      | 58.8        | 5.9           | Prenume grecesc |
| Germain        | -37.9      | 63.7        | 35.5          | Sophie Germain, matematiciană, fiziciană și filosoafă franceză (1776 – 1831) |
| Giliani        | -72.9      | 142.1       | 19.9          | Alessandra Giliani, anatomistă italiană (1307–1326) |
| Gillian        | -15.2      | 50.1        | 14.7          | Prenume latin |
| Gilmore        | -6.7       | 132.8       | 21.3          | Mary Gilmore, poetă și jurnalistă australiană. (1865 – 1962) |
| Gina           | 78.1       | 76.5        | 14.6          | Prenume italian |
| Giselle        | -11.8      | 298         | 10.4          | Prenume francez |
| Glaspell       | -58.4      | 269.6       | 26.3          | Susan Glaspell, actriță, dramaturg, regizor, romancieră și jurnalistă americană. (1876 – 1948) |
| Gloria         | 68.5       | 94.2        | 20.7          | Prenume portughez |
| Godiva         | -56.1      | 251.6       | 30.7          | Lady Godiva, nobilă (Godgifu) merciană (c. 1040-1085) |
| Goeppert-Mayer | 59.7       | 26.8        | 33.5          | Maria Goeppert-Mayer, fiziciană și laureată a Premiului Nobel pentru Fizică. (1906 – 1972) |
| Golubkina      | 60.3       | 286.5       | 28.4          | Anna Golubkina, sculptoriță sovietică (1864–1927) |
| Goncharova     | -63        | 97.7        | 30.3          | Natalia Goncearova, artistă avangardistă, pictoriță, creatoare de costume și decoruri de teatru, scriitoare, ilustratoare rusoaică, stabilită în Franța.(1881–1962), strănepoată a văduvei lui Pușkin, Natalia Goncearova |
| Grace          | -13.8      | 268.9       | 19            | Prenume grecesc |
| Gražina        | 72.4       | 337.5       | 16.5          | Prenume lituanian |
| Greenaway      | 22.9       | 145.1       | 93            | Kate Greenaway, ilustratoare de cărți pentru copii și scriitoare englezoaică (1846 – 1901). |
| Gregory        | 7.1        | 95.8        | 18            | Isabella Augusta Gregory, irlandeză dramaturg, folcloristă și director de teatru. (1852 – 1932) |
| Gretchen       | -59.7      | 212.3       | 20.8          | Prenume german |
| Grey           | -52.4      | 329.4       | 50            | Lady Jane Grey, Nobilă englezoaică și monarh de facto al Angliei, pentru 9 zile, în iulie 1553. (1536/1537 – 1554) |
| Grimke         | 17.2       | 215.3       | 34.8          | Sarah Grimké, aboliționistă americană a sclaviei, scriitoare, ... (1792 –1873) |
| Guan Daosheng  | -61.1      | 181.8       | 43.6          | Guan Daosheng, pictoriță și caligrafă chineză (1262–1319) |
| Gudrun         | 10.6       | 326.4       | 13.3          | Prenume nordic |
| Guilbert       | -58        | 13.6        | 25.5          | Yvette Guilbert, cântăreață și actriță franceză de cabaret, în Belle Époque. (1865 – 1944) |
| Gulchatay      | 20.5       | 295.5       | 9             | Prenume arab |
| Gulnara        | -23.7      | 174         | 5             | Prenume persan گلناره |
| Guzel          | -57.6      | 298.7       | 7.3           | Prenume turcesc |
| Gwynn          | 9.7        | 37.2        | 32            | Nell Gwyn, amantă timp îndelungat a regelui Carol al II-lea al Angliei. (1650 – 1687) |

## H
| Nume        | Latitudine | Longitudine | Diametru (km) | Numit după                                                            |
| ----------- | ---------- | ----------- | ------------- | --------------------------------------------------------------------- |
| Hadisha     | -39        | 97.2        | 8.9           | Prenume kazah                                                         |
| Halima      | 28.5       | 14.6        | 8.9           | Prenume hausa                                                         |
| Halle       | -19.8      | 145.5       | 21.5          | Wilhelmina Halle (Wilma Neruda), violonistă austriacă (1839–1911)     |
| Hamuda      | 62.9       | 2.5         | 15.8          | Prenume ebraic                                                        |
| Hanka       | -27.3      | 114.3       | 5             | Prenume ceh                                                           |
| Hannah      | 17.9       | 102.6       | 19.8          | Prenume ebraic                                                        |
| Hansberry   | -22.7      | 324.1       | 26.6          | Lorraine Hansberry, americană dramaturg (1930–1965)                   |
| Hapei       | 66.1       | 178         | 4.2           | Prenume cheyenne (Oklahoma)                                           |
| Hayashi     | 53.8       | 243.9       | 43.1          | Fumiko Hayashi, scriitoare japoneză (1903–1951)                       |
| Heather     | -6.8       | 334.1       | 11.5          | prenume englez                                                        |
| Heidi       | 23.6       | 350.1       | 15.2          | Prenume, formă a prenumelui Hester.                                   |
| Helga       | -10.4      | 116.7       | 8.8           | Prenume norvegian.                                                    |
| Hellman     | 4.7        | 356.3       | 34.7          | Lillian Hellman, dramaturg și autoare americană (1905–1984).          |
| Heloise     | 40         | 51.9        | 38            | Heloise, medic francez, fondatoare de spital (c. 1098-1164).          |
| Helvi       | 12.4       | 82.7        | 12.2          | Prenume eston.                                                        |
| Henie       | -51.9      | 146         | 70.4          | Sonja Henie, patinatoare norvegiană (1912–1969).                      |
| Hepworth    | 5.1        | 94.7        | 62.6          | Barbara Hepworth, sculptoriță englezoaică (1903–1975).                |
| Higgins     | 8.1        | 241.3       | 40            | Marguerite Higgins, ziaristă americană (1920–1966).                   |
| Hilkka      | -69        | 72          | 10.3          | Prenume finlandez.                                                    |
| Himiko      | 19         | 124.3       | 36.6          | Himiko, regină japoneză (secolul al IV-lea).                          |
| Hiriata     | 15.3       | 23.5        | 5             | Prenume polinezian.                                                   |
| Hiromi      | 35.2       | 287.3       | 6             | Prenume japonez.                                                      |
| Holiday     | -46.7      | 12.8        | 27.7          | Billie Holiday, cântăreață americană (1915–1959).                     |
| Horner      | 23.4       | 97.7        | 25.2          | Mary Horner, naturalistă și geologă englezoaică (secolul al XIX-lea). |
| Howe        | -45.7      | 174.8       | 38.6          | Julia Howe, biografă și poetă americană (1819–1910).                  |
| Hsueh T'ao  | -52.6      | 13.8        | 21            | Hsueh T'ao, poetă, artistă chineză (c. AD 760).                       |
| Hua Mulan   | 86.8       | 337.7       | 24            | Hua Mulan, războinică chineză (c. 590).                               |
| Huang Daopo | -54.2      | 165.3       | 29.1          | Huang Daopo, ingineră chinezoaică.                                    |
| Huarei      | 15         | 32.3        | 8.5           | Prenume polinezian.                                                   |
| Hull        | 59.4       | 263.6       | 47.3          | Peggy Hull, corespondentă americană de război (1889–1967).            |
| Hurston     | -77.6      | 94.7        | 52.4          | Zora Hurston, scriitoare americană, antropolog (1891–1960).           |
| Hwangcini   | 6.3        | 141.8       | 30.2          | Hwang Jini, poetă coreană (secolul al XVI-lea)                        |

## I
| Nume     | Latitudine | Longitudine | Diametru (km) | Numit după                                                                                      |
| -------- | ---------- | ----------- | ------------- | ----------------------------------------------------------------------------------------------- |
| Icheko   | 6.6        | 97.9        | 5.9           | Prenume evenk/ tungu                                                                            |
| Ichikawa | -61.6      | 156.3       | 31.4          | Fusae Ichikawa, feministă japoneză (1893–1981).                                                 |
| Ilga     | -12.4      | 307.3       | 10.8          | Prenume leton.                                                                                  |
| Imagmi   | -48.4      | 100.7       | 7.6           | Prenume eschimos (Ciukotka).                                                                    |
| Indira   | 64.1       | 289.8       | 16.6          | Prenume hindus.                                                                                 |
| Ines     | -67.1      | 241.9       | 11.2          | Prenume galician, portughez și spaniol, versiune a prenumelui Agnes.                            |
| Inga     | 38.1       | 226.6       | 10            | Prenume danez.                                                                                  |
| Ingrid   | -12.4      | 308.9       | 11.5          | Prenume scandinav.                                                                              |
| Inira    | -43.1      | 239.4       | 16.5          | Prenume eschimos.                                                                               |
| Inkeri   | -28.3      | 223.9       | 10.1          | Prenume finlandez.                                                                              |
| Iondra   | 10.5       | 286.5       | 7.9           | Prenume selkup (Samoyed).                                                                       |
| Iraida   | 27.8       | 108.1       | 6.5           | Prenume grecesc.                                                                                |
| Irene    | 49.8       | 134         | 13.6          | Prenume grecesc.                                                                                |
| Irina    | 35         | 91.2        | 15.2          | Prenume rusesc.                                                                                 |
| Irinuca  | 51.4       | 121.9       | 8             | Prenume românesc, hipocoristic al prenumelui Irina, provenind din greacă, prin intermediar rus. |
| Irma     | -50.9      | 122         | 9.5           | Prenume finlandez.                                                                              |
| Isabella | -29.8      | 204.2       | 175           | Isabella I de Castilia, regină a Spaniei (1451–1504).                                           |
| Isako    | -9         | 278         | 13.5          | Prenume japonez.                                                                                |
| Isolde   | -74.5      | 211.9       | 11.9          | Prenume englezesc.                                                                              |
| Istadoy  | -51.8      | 132.6       | 5.4           | Prenume tadjic / persan.                                                                        |
| Ivka     | 68.2       | 303.8       | 14.9          | Prenume sârbocroat.                                                                             |
| Ivne     | -27        | 132.8       | 9             | Prenume koryak (Kamceatka).                                                                     |
| Izakay   | -12.3      | 210.8       | 10.2          | Prenume mari.                                                                                   |
| Izudyr   | -53.9      | 135.2       | 6.6           | Prenume mari (Volga Finn).                                                                      |

## J
| Nume         | Latitudine | Longitudine | Diametru (km) | Numit după                                                                      |
| ------------ | ---------- | ----------- | ------------- | ------------------------------------------------------------------------------- |
| Jaantje      | 46.5       | 123         | 7.8           | Prenume olandez.                                                                |
| Jacqueline   | -70.1      | 123.6       | 16.5          | Prenume francez.                                                                |
| Jadwiga      | 68.4       | 91          | 12.7          | Prenume polonez.                                                                |
| Jalgurik     | -42.3      | 125.1       | 7.5           | Prenume Evenk/Tungu.                                                            |
| Jamila       | 45.8       | 134.8       | 7.9           | Prenume arab.                                                                   |
| Jane         | -60.5      | 304.8       | 10.2          | Prenume ebraic.                                                                 |
| Janice       | 87.3       | 261.9       | 10            | Prenume englez.                                                                 |
| Janina       | -2         | 135.7       | 9.3           | Prenume polonez.                                                                |
| Janyl        | -28        | 138.8       | 5.6           | Prenume kîrgîz.                                                                 |
| Jasmin       | 15.6       | 61.6        | 15.1          | Prenume persn.                                                                  |
| Jeanne       | 40.1       | 331.5       | 19.4          | Preume francez.                                                                 |
| Jennifer     | -4.6       | 99.8        | 9.6           | Prenume grecesc. (?)                                                            |
| Jerusha      | -22        | 342.7       | 17.2          | Prenume ebraic.                                                                 |
| Jex-Blake    | 65.4       | 169.3       | 31.6          | Sophia Jex-Blake, medic, profesoară și feministă engleză (1840–1912).           |
| Jhirad       | -16.8      | 105.6       | 50.2          | Jerusha Jhirad, medic, indiană.                                                 |
| Jitka        | -61.9      | 70.9        | 13            | Prenume slovac.                                                                 |
| Jocelyn      | -33.2      | 276.4       | 14            | Prenume german.                                                                 |
| Jodi         | -35.7      | 68.7        | 10.2          | Prenume englez.                                                                 |
| Johanna      | 19.5       | 247.3       | 15.1          | Prenume evreiesc.                                                               |
| Johnson      | 51.8       | 254.6       | 24.5          | Amy Johnson, aviatoare australiană (1903–1941).                                 |
| Joliot-Curie | -1.6       | 62.4        | 91.1          | Irène Joliot-Curie, fiziciană franceză, Laureată a Premiului Nobel (1897–1956). |
| Joshee       | 5.5        | 288.7       | 37            | Anandibai Joshee, medic, indiană (1865–1887).                                   |
| Juanita      | -62.8      | 90          | 19.3          | Prenume spaniol.                                                                |
| Judith       | -29.1      | 104.5       | 16.6          | Prenume ebraic.                                                                 |
| Julie        | 51         | 242.6       | 13.5          | Prenume ceh, german.                                                            |
| Jumaisat     | -15.1      | 135.6       | 7.5           | Prenume kumîk (Daghestan).                                                      |
| Jutta        | 0          | 142.6       | 7             | Prenume finlandez.                                                              |

## K
| Name       | Latitudine | Longitudine | Diametru (km) | Numit după                                                              |
| ---------- | ---------- | ----------- | ------------- | ----------------------------------------------------------------------- |
| Kafutchi   | 26.7       | 16.4        | 7.1           | Prenume bantu.                                                          |
| Kahlo      | -59.9      | 178.9       | 35.6          | Frida Kahlo, artistă mexicană (1910–1954).                              |
| Kaikilani  | -32.8      | 163.2       | 19.9          | Kaikilani, prima conducătoare femeie a Hawaii, (c. 1555).               |
| Kaisa      | 13.5       | 293.3       | 12            | Prenume finlandez.                                                      |
| Kala       | 1.5        | 314.4       | 17.4          | Prenume koryak (Kamceatka).                                             |
| Kalombo    | -30.5      | 34          | 9.6           | Prenume bantu.                                                          |
| Kanik      | -32.5      | 249.9       | 16.5          | Prenume din Sahalin.                                                    |
| Karen      | -12.4      | 17.7        | 10.5          | Prenume grecesc.                                                        |
| Karo       | 21.9       | 37.2        | 7             | Prenume maori.                                                          |
| Kartini    | 57.8       | 333         | 23.4          | Kartini, educatoare javaneză educator (1879–1904).                      |
| Kastusha   | -28.6      | 59.9        | 13            | Prenume mordov (Volga River Finn, Russia).                              |
| Katrya     | -29.5      | 108.7       | 9.2           | Prenume ucrainean.                                                      |
| Katya      | 57.8       | 285.7       | 10.5          | Prenume rusesc.                                                         |
| Kauffman   | 49.4       | 27.1        | 25.5          | Angelica Kauffman, pictoriță germană (1741–1807).                       |
| Kavtora    | 59         | 23.3        | 9.8           | Prenume afghan.                                                         |
| Kelea      | 8.9        | 25.6        | 24.5          | Chiefess of Maui, Keleanohoanaapiapi (c. 1450).                         |
| Kelila     | 52.6       | 191.8       | 5             | Prenume ebraic.                                                         |
| Kelly      | -4.8       | 359.2       | 11.2          | Prenume gaelic.                                                         |
| Kemble     | 47.7       | 14.9        | 23.6          | Fanny Kemble, actriță engleză (1809–1893).                              |
| Kenny      | -44.4      | 271.1       | 52.7          | Elizabeth Kenny, asistentă medicală australiană, terapeută (1880–1952). |
| Ketzia     | 3.9        | 300.5       | 14.6          | Prenume ebraic.                                                         |
| Khadako    | 54.2       | 139.3       | 7.4           | Prenume nenets (Samoyed).                                               |
| Khafiza    | 6          | 299.2       | 7             | Prenume arab.                                                           |
| Khatun     | 40.3       | 87.2        | 44.1          | Mihri Khatun, poetă turcoaică (1456–1514).                              |
| Khelifa    | -1.5       | 129.9       | 10.8          | Prenume arab.                                                           |
| Kimitonga  | -25.1      | 48.3        | 5             | Prenume polinezian.                                                     |
| Kingsley   | -22.6      | 306.4       | 26.6          | Mary Kingsley, exploratoare, scriitoare englezoaică (1862–1900).        |
| Kiris      | 20.9       | 98.8        | 13.3          | Prenume leton.                                                          |
| Kitna      | -28.9      | 277.3       | 15.3          | Prenume din Kamceatka.                                                  |
| Klafsky    | -20.7      | 188.1       | 25.5          | Katharina Klafsky, cântăreață maghiară de operă (1855–1896).            |
| Klenova    | 78.1       | 104.5       | 141           | Maria Klenova, geologă marină sovietică (c. 1910-1978).                 |
| Kodu       | 0.9        | 338.7       | 10.5          | Prenume wolof (Africa de Vest, Senegal).                                |
| Koidula    | 64.2       | 139.6       | 67            | Lydia Koidula, poetă estonă (1843–1886).                                |
| Koinyt     | -30.9      | 293.2       | 11.7          | Prenume Nivkh (E. Siberia).                                             |
| Kollado    | -61        | 53.4        | 5.5           | Prenume fulbe.                                                          |
| Kollwitz   | 25.2       | 133.6       | 29.1          | Kathe, artistă germană (1867–1945).                                     |
| Konopnicka | 14.5       | 166.6       | 20.1          | Maria Konopnicka poetă poloneză (1842–1910).                            |
| Kosi       | -43.9      | 54.9        | 7.7           | Prenume ewe.                                                            |
| Kristina   | -65.2      | 315.9       | 9.7           | Formă a prenumelui latin Christiana, Cristina.                          |
| Kumba      | 26.3       | 332.7       | 11.4          | Prenume fulbe (Africa de Vest, Guineea).                                |
| Kumudu     | 61.3       | 154.1       | 4.4           | Prenume singalez.                                                       |
| Kuro       | 7.8        | 57.6        | 8.8           | Prenume fulbe.                                                          |
| Kyen       | -6.2       | 64.7        | 5.2           | Prenume bantu.                                                          |
| Kylli      | 41.1       | 67          | 13.2          | Prenume finlandez.                                                      |

## L
| Nume        | Latitudine | Longitudine | Diametru (km) | Numit după                                                                         |
| ----------- | ---------- | ----------- | ------------- | ---------------------------------------------------------------------------------- |
| La Fayette  | 70.2       | 107.6       | 39.6          | Marie la Fayette.                                                                  |
| Lachappelle | 26.7       | 336.7       | 36.8          | Marie Lachappelle, cercetătoare medicală franceză (1769–1821).                     |
| Lagerlöf    | 81.2       | 285.2       | 56            | Selma Lagerlöf, romancieră suedeză (1858–1940).                                    |
| Landowska   | 84.6       | 74.3        | 33            | Wanda Landowska, clavecinistă poloneză (1877–1959).                                |
| Langtry     | -17        | 155         | 50.3          | Lillie Langtry, actriță engleză (1853–1929).                                       |
| Lara        | -4.2       | 2.9         | 3.4           | Prenume latin.                                                                     |
| Larisa      | -18.47     | 131.06      | 3.7           | Prenume latin.                                                                     |
| Laulani     | -68.2      | 121.2       | 12.4          | Prenume hawaiian.                                                                  |
| Laura       | 48.9       | 141.2       | 17.2          | Prenume italian și spaniol.                                                        |
| Laurencin   | -15.4      | 46.5        | 29.8          | Marie Laurencin, pictoriță franceză (1885–1956).                                   |
| Lazarus     | -52.9      | 127.2       | 24.2          | Emma Lazarus, poetă americană (1849–1887).                                         |
| Leah        | -34.2      | 187.8       | 12            | Prenume evreiesc.                                                                  |
| Lebedeva    | 45.2       | 49.8        | 37.4          | Sarah Lebedeva, sculptoriță sovietică (1881–1968).                                 |
| Lehmann     | -44.1      | 39.1        | 21.7          | Inge Lehmann, geofiziciană daneză (1888-?).                                        |
| Leida       | -23.3      | 266.6       | 18.8          | Prenume eston.                                                                     |
| Leila       | -44.2      | 86.8        | 18.8          | Prenume arab.                                                                      |
| Lena        | 39.5       | 23          | 15.2          | Prenume rusesc.                                                                    |
| Lenore      | 38.7       | 292.2       | 15.5          | Prenume grecesc, formă a prenumelui Elena.                                         |
| Leona       | -3.1       | 169         | 3             | Prenume grecesc.                                                                   |
| Leonard     | -73.8      | 185.2       | 31.7          | Wrexie Leonard, asistentă americană a lui P. Lowell (1867–1937).                   |
| Leslie      | -11.2      | 13.5        | 7.2           | Prenume englezesc.                                                                 |
| Letitia     | 34.5       | 288.7       | 17.5          | Prenume latin.                                                                     |
| Leyster     | 1          | 260         | 45.8          | Judith Leyster, pictoriță olandeză (1609–1660).                                    |
| Lhagva      | -75.8      | 300.1       | 7.9           | Prenume mongol.                                                                    |
| Li Qingzhao | 23.7       | 94.6        | 22.8          | Li Qingzhao, eseistă chineză, savantă (1085–1151).                                 |
| Lida        | 36.6       | 273.9       | 20.3          | Prenume rusesc.                                                                    |
| Lilian      | 25.6       | 336         | 13.5          | Prenume ebraic.                                                                    |
| Liliya      | 30.2       | 31.1        | 15            | Prenume rusesc.                                                                    |
| Lind        | 50.2       | 355         | 25.8          | Jenny Lind, cântăreață suedeză (1820–1887).                                        |
| Linda       | -12.4      | 2.8         | 7.1           | Prenume latin.                                                                     |
| Lineta      | -5         | 354.1       | 15.6          | Prenume leton.                                                                     |
| Lisa        | 29         | 182         | 4.5           | Prenume ebraic, formă prescurtată a prenumelui Elizabeth.                          |
| Liv         | -21.1      | 303.9       | 11.2          | Prenume norvegian.                                                                 |
| Loan        | 28.3       | 60          | 7.4           | Prenume vietnamez.                                                                 |
| Lockwood    | -32.9      | 51.6        | 22            | Belva Lockwood, avocat, feministă americană (1830–1917).                           |
| Lois        | -17.9      | 214.7       | 13.5          | Prenume grecesc.                                                                   |
| Lonsdale    | 55.6       | 222.4       | 43            | Kathleen Lonsdale, fiziciană engleză, cristalografă (1903–1971).                   |
| Lorelei     | 55.7       | 243.9       | 15            | Prenume german.                                                                    |
| Loretta     | -19.7      | 202.6       | 13.5          | Prenume latin.                                                                     |
| Lotta       | 51.1       | 335.9       | 11.8          | Prenume suedez.                                                                    |
| Lu Zhi      | -42.6      | 303.4       | 8.3           | Prenume chinezesc.                                                                 |
| Lucia       | -62.1      | 67.8        | 16            | Prenume latin.                                                                     |
| Lullin      | 23         | 81.3        | 25.1          | Maria Lullin, (1751-1822) soția entomologului elvețian François Huber (1750–1831). |
| Lydia       | 10.7       | 340.7       | 15.2          | Prenume grecesc.                                                                   |
| Lyon        | -66.5      | 270.6       | 12.4          | Mary Lyon, educatoare americană, președinte de colegiu (1797–1849).                |
| Lyuba       | 1.6        | 283.9       | 12.4          | Prenume rusesc.                                                                    |
| Lyudmila    | 62.1       | 329.7       | 14.1          | Prenume rusesc.                                                                    |

## M
| Nume          | Latitudine | Longitudine | Diametru (km) | Numit după                                                                         |
| ------------- | ---------- | ----------- | ------------- | ---------------------------------------------------------------------------------- |
| Ma Shouzhen   | -35.7      | 92.5        | 18.9          | Ma Shouzhen, poetă chineză, pictoriță (1592–1628).                                 |
| Maa-Ling      | -14.7      | 359.5       | 6             | Prenume chinez.                                                                    |
| MacDonald     | 30         | 120.7       | 17.6          | Flora MacDonald, iacobită scoțiană.                                                |
| Madeleine     | -4.7       | 293.2       | 16            | Prenume francez (formă a prenumelui Magdalena).                                    |
| Madina        | 22.7       | 58          | 6.3           | Prenume din Kabarda.                                                               |
| Mae           | -40.5      | 345.2       | 7.5           | Prenume grecesc, formă a prenumelui Margaret.                                      |
| Magda         | 67         | 329.7       | 10.1          | Prenume danez.                                                                     |
| Magdalena     | -11.2      | 48.7        | 11.5          | Formă spaniolă a prenumelui din limba ebraică.                                     |
| Magnani       | 58.6       | 337.2       | 26.4          | Anna Magnani.                                                                      |
| Mahina        | -2         | 182.2       | 15.4          | Prenume hawaiian.                                                                  |
| Makola        | -3.8       | 106.7       | 16.6          | Prenume hawaiian.                                                                  |
| Maltby        | -23.3      | 119.7       | 36.6          | Margaret Maltby, fiziciană americană (1860–1944).                                  |
| Mamajan       | -65.1      | 257.3       | 2             | Prenume turkmen, din persană.                                                      |
| Mansa         | -33.9      | 63.4        | 8.1           | Prenume akan.                                                                      |
| Manton        | 9.3        | 26.9        | 20.5          | Sidnie Manton, zoologă engleză (1902–1980) Irene, botanistă (1904–1988).           |
| Manzolini     | 25.6       | 91.3        | 41.8          | Anna Morandi, anatomistă italiană, profesoară (1716–1774).                         |
| Maranda       | 4.9        | 169.7       | 16.8          | Prenume leton.                                                                     |
| Marere        | 19.6       | 65.8        | 6.3           | Prenume polinezian.                                                                |
| Maret         | -33.3      | 280.2       | 11.7          | Prenume eston.                                                                     |
| Margarita     | 12.7       | 9.2         | 13            | Prenume grecesc.                                                                   |
| Margit        | 60.1       | 273.1       | 14            | Prenume maghiar, formă a prenumelui Margareta.                                     |
| Maria Celeste | 23.4       | 140.4       | 97.5          | Maria Celeste, fiica lui Galileo (d. 1634).                                        |
| Marianne      | 9.3        | 358         | 9             | Prenume grecesc, de la Maria. (?)                                                  |
| Marie         | -21.7      | 232.4       | 14.2          | Prenume francez.                                                                   |
| Mariko        | -23.3      | 132.9       | 12.9          | Prenume japonez.                                                                   |
| Markham       | -4.1       | 155.6       | 71.8          | Beryl Markham.                                                                     |
| Marsh         | -63.6      | 46.6        | 47.7          | Ngaio Marsh.                                                                       |
| Martinez      | -11.7      | 174.7       | 23.5          | Maria Martinez.                                                                    |
| Marysya       | 53.3       | 75.1        | 6.3           | Prenume belarus.                                                                   |
| Marzhan       | -58.9      | 248.3       | 13.8          | Karakal first name.                                                                |
| Masako        | -30.2      | 53.2        | 23.8          | Hozyo Masako.                                                                      |
| Masha         | 60.7       | 88.5        | 6.4           | Prenume rusesc.                                                                    |
| Matahina      | -72.3      | 65.9        | 8.5           | Prenume polinezian.                                                                |
| Maurea        | -39.5      | 69.1        | 9.9           | Prenume polinezian.                                                                |
| Mbul'di       | 23.8       | 74.7        | 6             | Prenume fulbe/wodabi.                                                              |
| Mead          | 12.5       | 57.2        | 270           | Margaret Mead.                                                                     |
| Medhavi       | -19.4      | 40.6        | 30.4          | Pandita Ramabai Medhavi, autoare din estul Indiei,umanitaristă (1858–1922).        |
| Megan         | -61.8      | 130.6       | 15.8          | Prenume galez.                                                                     |
| Meitner       | -55.6      | 321.6       | 149           | Lise Meitner.                                                                      |
| Melanie       | -62.8      | 144.3       | 12.3          | Prenume grecesc.                                                                   |
| Melanka       | 34.4       | 19.2        | 9             | Prenume ucrainean.                                                                 |
| Melba         | 4.7        | 193.5       | 21.8          | Nellie Melba.                                                                      |
| Melina        | -69.9      | 319.5       | 12.7          | Prenume grecesc.                                                                   |
| Meredith      | -14.5      | 278.9       | 11.4          | Prenume englez.                                                                    |
| Merian        | 34.5       | 76.3        | 22.2          | Maria Sibylla Merian.                                                              |
| Merit Ptah    | 11.4       | 115.6       | 16.5          | Merit Ptah.                                                                        |
| Michelle      | -19.6      | 40.5        | 15            | Prenume francez.                                                                   |
| Mildred       | -51.7      | 348.3       | 12            | Prenume englez.                                                                    |
| Millay        | 24.4       | 111.2       | 48            | Edna St. Vincent Millay, poetă americană (1892–1950).                              |
| Miovasu       | 72.1       | 99.9        | 4.5           | Prenume cheyenne.                                                                  |
| Mirabeau      | 1.1        | 284.3       | 23.8          | Sibylle Riqueti de Mirabeau, scriitoare franceză (d. 1932).                        |
| Miriam        | 36.5       | 48.2        | 16.5          | Prenume ebraic.                                                                    |
| Mona Lisa     | 25.6       | 25.1        | 79.4          | Lisa Giacondo, modelul pictorului Leonardo da Vinci pentru Mona Lisa (b. c. 1474). |
| Monika        | 72.3       | 122.4       | 25.5          | Prenume german                                                                     |
| Montessori    | 59.4       | 280         | 42.1          | Maria Montessori.                                                                  |
| Montez        | 17.9       | 266.5       | 21.1          | Lola Montez.                                                                       |
| Moore         | -30.4      | 248.4       | 21.1          | Marianne Moore.                                                                    |
| Morisot       | -61.2      | 211.3       | 48            | Berthe Morisot.                                                                    |
| Mosaido       | 17.3       | 75.2        | 7.4           | Prenume fulbe/wodabi.                                                              |
| Moses         | 34.6       | 119.9       | 28            | Grandma Moses.                                                                     |
| Mowatt        | -14.6      | 292.3       | 38.4          | Anna Cora Mowatt, actriță, dramaturg, autoare americană (1819–1870).               |
| Mu Guiying    | 41.2       | 81          | 32.3          | Mu Guiying, războinică chineză.                                                    |
| Mukhina       | 29.5       | 0.5         | 24.5          | Vera Mukhina.                                                                      |
| Mumtaz-Mahal  | 30.3       | 228.4       | 38.2          | Mumtaz Mahal.                                                                      |
| Munter        | -15.3      | 39.3        | 32.1          | Gabriele Münter.                                                                   |
| Muriel        | -41.7      | 12.4        | 20.2          | Prenume grecesc.                                                                   |

## N
| Nume       | Latitudine | Longitudine | Diametru (km) | Numit după                                                              |
| ---------- | ---------- | ----------- | ------------- | ----------------------------------------------------------------------- |
| Nadeyka    | -54.8      | 305.3       | 9.3           | Prenume bielorus.                                                       |
| Nadia      | -27.9      | 0.6         | 11.3          | Prenume rusesc.                                                         |
| Nadine     | 7.8        | 359.1       | 18.6          | Prenume francez.                                                        |
| Nadira     | 44.1       | 201.5       | 31.4          | Nodira, poet uzbek (1791–1842).                                         |
| Nakai      | -61        | 286.2       | 4.5           | Prenume cheyenne.                                                       |
| Nahid      |            |             |               | Prenume persan.                                                         |
| Nalkowska  | 28.1       | 290         | 22.2          | Zofia Nałkowska, romancieră poloneză, dramaturg (1884–1954).            |
| Nalkuta    | 30.1       | 307.8       | 6.5           | Prenume oset (Caucazul de Nord).                                        |
| Namiko     | 43.4       | 56.2        | 13            | Prenume japonez.                                                        |
| Nana       | 49.8       | 75.4        | 8.8           | Prenume sârbocroat.                                                     |
| Nancy      | 6.4        | 272.2       | 4.4           | Prenume evreiesc.                                                       |
| Nanichi    | -44.8      | 337.8       | 19            | Prenume Taíno (Puerto Rico).                                            |
| Naomi      | 6          | 70.3        | 17.5          | Prenume ebraic.                                                         |
| Nastya     | -49        | 275.8       | 12.5          | Prenume rusesc, prescurtare a prenumelui Anastasiya.                    |
| Natalia    | 67.1       | 272.9       | 10.8          | Prenume românesc.                                                       |
| Ndella     | -15.9      | 60.7        | 5.9           | Prenume wolof.                                                          |
| Neda       | 16.7       | 313.5       | 7.7           | Prenume macedonean.                                                     |
| Nedko      | -8.8       | 317.6       | 8.5           | Prenume nenets (Samoyed).                                               |
| Neeltje    | 12.4       | 124.4       | 10            | Prenume olandez.                                                        |
| Nelike     | -26.8      | 329.2       | 6.3           | Prenume nanay (E. Siberia).                                             |
| Němcová    | 5.9        | 125.1       | 22.9          | Božena Němcová, romancieră și poetă cehă (1820–1882).                   |
| Nevelson   | -35.3      | 307.8       | 69.8          | Louise Nevelson, artistă americană (1899–1988).                         |
| Ngaio      | -53.3      | 61.8        | 9.5           | Prenume maori.                                                          |
| Ngone      | 6          | 331.9       | 12.2          | Prenume Wolof (W. Africa, Senegal).                                     |
| Nicole     | 48.4       | 259.3       | 6.4           | Prenume francez.                                                        |
| Nijinskaya | 25.8       | 122.5       | 36.2          | Bronislava Nijinskaya, dansatoare rusoaică (1891–1972).                 |
| Nilanti    | -38.2      | 331.4       | 9.2           | Singalese first name.                                                   |
| Nilsson    | -75.9      | 277.6       | 27.3          | Christina Nilsson, cântăreață de operă, violonistă suedeză (1843–1921). |
| Nin        | -3.9       | 266.4       | 27.1          | Anaïs Nin, romancieră franceză (1903–1977).                             |
| Nina       | -55.5      | 238.7       | 24.6          | Prenume rusesc.                                                         |
| Ninzi      | 15.9       | 331.7       | 7.1           | Prenume din Burma (Myanmar).                                            |
| Nofret     | -58.8      | 252.2       | 22.5          | Nofret, regină egipteană (c. 1900 î.Hr.).                               |
| Nomeda     | -49.2      | 55.5        | 10.4          | Prenume lituanian.                                                      |
| Noreen     | 33.6       | 22.7        | 18.6          | Prenume irlandez.                                                       |
| Noriko     | -5.3       | 358.3       | 7.5           | Prenume japonez.                                                        |
| Nsele      | 6.7        | 64.2        | 5.1           | Prenume mandingo.                                                       |
| Nuon       | 78.6       | 336.6       | 6.5           | Khmer first name.                                                       |
| Nuriet     | 20.6       | 245.6       | 17.9          | Prenume adygan (Caucazul de Nord).                                      |
| Nutsa      | 27.5       | 341.2       | 8             | Prenume abhazian (Georgia).                                             |
| Nyal'ga    | 17         | 64.5        | 5.5           | Prenume fulbe/wodabi.                                                   |
| Nyele      | -22.7      | 318.4       | 11.9          | Prenume mandingo (W. Africa, Mali).                                     |
| Nyogari    | -46.4      | 306.4       | 13            | Prenume ewe (Africa de Vest, Ghana).                                    |

## O
| Nume      | Latitudine | Longitudine | Diametru (km) | Numit după                                                             |
| --------- | ---------- | ----------- | ------------- | ---------------------------------------------------------------------- |
| O'Connor  | -26        | 143.9       | 30.4          | Flannery O'Connor.                                                     |
| O'Keeffe  | 24.5       | 228.8       | 76.9          | Georgia O'Keeffe, artistă americană (1887–1986).                       |
| Oakley    | -29.3      | 310.5       | 18.4          | Annie Oakleycd, trăgătoare de elită americană, animatoare (1860–1926). |
| Obukhova  | 70.7       | 289.7       | 46            | Nadezhda Obukhova / Nadejda Obuhova, cântăreață sovietică (1886–1961). |
| Odarka    | 40.8       | 138.2       | 7             | Prenume ucrainean.                                                     |
| Odikha    | -41.6      | 238.1       | 10.6          | Prenume uzbek.                                                         |
| Odilia    | 81.2       | 200.2       | 20.8          | Prenume portughez.                                                     |
| Ogulbek   | 2.4        | 145         | 6.5           | Prenume turkmen.                                                       |
| Oivit     | -73.9      | 195.5       | 4.8           | Cheyenne first name.                                                   |
| Oksana    | 11.9       | 352         | 7.7           | Prenume ucrainean.                                                     |
| Oku       | -64.2      | 232.2       | 13.3          | Prenume carel.                                                         |
| Olena     | 10.9       | 149         | 7             | Prenume ucrainean.                                                     |
| Olesnicka | 18.3       | 210.9       | 33            | Zofia Oleśnicka, poetă poloneză (fl. c. 1550).                         |
| Olesya    | 5.6        | 273.3       | 12            | Prenume ucrainean.                                                     |
| Olga      | 26.1       | 283.8       | 15.5          | Prenume rusesc.                                                        |
| Olivia    | 37.2       | 207.9       | 10.2          | Prenume latin.                                                         |
| Olya      | 51.4       | 291.8       | 13.4          | Prenume rusesc.                                                        |
| Oma       | -42.7      | 329.1       | 7.6           | Prenume la etnia sioux.                                                |
| Onissya   | -25.6      | 150.2       | 8.2           | Komi-Permyak (Urals Finn) first name.                                  |
| Opika     | -57.1      | 151.9       | 9.8           | Prenume la ciuvași (pe Volga).                                         |
| Orczy     | 3.7        | 52.3        | 26.9          | Emmuska Orczy, romancieră maghiară (1865–1947).                        |
| Orguk     | -23.5      | 198.2       | 11.7          | Prenume nivkhi (în zona fluviului Amur, Estul Siberiei).               |
| Orlette   | -68.1      | 193.3       | 12.5          | Prenume francez.                                                       |
| Orlova    | 56.5       | 235         | 19.6          | Lyubov Orlova, actriță sovietică (1902–1975).                          |
| Ortensia  | 7.6        | 155.7       | 7             | Prenume italian.                                                       |
| Oshalche  | 29.7       | 155.5       | 8.3           | Prenume mari (Volga Finn).                                             |
| Osipenko  | 71.2       | 321         | 30            | Polina Osipenko, aviatoare sovietică (1907–1939).                      |
| Ottavia   | -47.5      | 187.1       | 12.9          | Prenume italian de origine latină: Octavia.                            |
| Outi      | 61.6       | 267.7       | 10.5          | Prenume finlandez.                                                     |

## P
| Nume      | Latitudine | Longitudine | Diametru (km) | Numit după                                                                |
| --------- | ---------- | ----------- | ------------- | ------------------------------------------------------------------------- |
| Paige     | -1.2       | 24.6        | 6.8           | Prenume italian.                                                          |
| Pamela    | 11         | 238.5       | 14.2          | Prenume englezesc.                                                        |
| Parishan  | -0.2       | 146.5       | 6.8           | Prenume persan.                                                           |
| Parra     | 20.5       | 78.5        | 42.4          | Parra, scriitoare chileană.                                               |
| Parvina   | -62.2      | 153         | 7             | Prenume persan (tadjik).                                                  |
| Pasha     | 42.7       | 156.3       | 7.2           | Prenume rusesc, provenind din persană.                                    |
| Pat       | 2.9        | 262.6       | 10.1          | Prenume englezesc.                                                        |
| Patimat   | -1.3       | 156.5       | 5.1           | Prenume avar (Daghestan).                                                 |
| Patti     | 35         | 301.6       | 47            | Adelina Patti, cântăreață italiană (1843–1919).                           |
| Pavlinka  | -25.5      | 158.7       | 7.5           | Prenume belarus.                                                          |
| Peck      | -28.9      | 294.3       | 30.4          | Annie Peck, alpinistă americană, educatoare (1850–1935).                  |
| Peggy     | -20.4      | 357.2       | 11.9          | Prenume englezesc (formă a prenumelui Margaret).                          |
| Peña      | -23.6      | 190.6       | 29.6          | Tonita Peña (Quah Ah), Pueblo artist (1895–1949).                         |
| Phaedra   | 35.9       | 252.7       | 15.7          | Prenume grecesc.                                                          |
| Philomena | -40.7      | 151.9       | 14.8          | Prenume grecesc.                                                          |
| Phryne    | -46.2      | 314.7       | 39.4          | Phryne, model grec, curtezană (secolul al IV-lea î.Hr.).                  |
| Phyllis   | 12.3       | 132.4       | 11.4          | Prenume grecesc.                                                          |
| Piaf      | 0.8        | 5.3         | 39.1          | Edith Piaf, cântăreață și autoare de cântece franceză (1915–1963).        |
| Piret     | 37.8       | 41.7        | 27            | Prenume eston.                                                            |
| Pirkko    | 44.8       | 254.6       | 12.3          | Prenume finlandez.                                                        |
| Piscopia  | 1.5        | 190.9       | 26.2          | Elena Cornaro Piscopia, matematiciană și educatoare italiană (1646–1684). |
| Polenova  | -45.5      | 335.5       | 41            | Elena Polenova, Russian painter, folk crafts trustee (1850–1898).         |
| Polina    | 42.4       | 148.2       | 21.6          | Prenume rusesc.                                                           |
| Ponselle  | -63        | 289.1       | 57.7          | Rosa Ponselle, cântăreață americană de operă (1897–1981).                 |
| Potanina  | 31.6       | 53.1        | 94.2          | Aleksandra Potanina, exploratoare rusoaică (1843–1893).                   |
| Potter    | 7.2        | 309.1       | 46.9          | Beatrix Potter, autoare engleză pentru copii (1866–1943).                 |
| Prichard  | 44         | 11.5        | 23.3          | Katharine Susannah Prichard, scriitoare australiană (1884–1969).          |
| Puhioia   | 20.6       | 69.4        | 5.5           | Prenume maori.                                                            |
| Purev     | -31.1      | 46.4        | 11.6          | Prenume mongol.                                                           |
| Pychik    | -62.4      | 33.8        | 10.1          | Prenume din Ciukotka (NE Siberiei).                                       |

## Q
| Nume     | Latitudine | Longitudine | Diameter (km) | Numit după                                       |
| -------- | ---------- | ----------- | ------------- | ------------------------------------------------ |
| Qarlygha | -33        | 162.9       | 9.3           | Prenume kazah.                                   |
| Quimby   | -5.7       | 76.7        | 23.2          | Harriet Quimby, aviatoare americană (1884–1912). |
| Qulzhan  | 23.5       | 165.4       | 7.9           | Prenume kazah.                                   |
| Quslu    | 6.2        | 166.8       | 8.7           | Prenume kazah.                                   |

## R
| Name         | Latitudine | Longitudine | Diametru (km) | Numit după                                                                    |
| ------------ | ---------- | ----------- | ------------- | ----------------------------------------------------------------------------- |
| Rachel       | -48.7      | 13.5        | 12.5          | Prenume ebraic.                                                               |
| Radhika      | -30.3      | 166.4       | 7.9           | Prenume hindus.                                                               |
| Radka        | 75.6       | 96.3        | 10.5          | Prenume bulgar.                                                               |
| Radmila      | 69.1       | 167         | 5.2           | Prenume sârbocroat.                                                           |
| Rae          | -8.9       | 58.4        | 5.5           | Prenume ebraic, de la Rachel.                                                 |
| Rafiga       | 62.9       | 175.6       | 5.7           | Prenume azer, din arabă.                                                      |
| Raisa        | 27.5       | 280.3       | 13.5          | Prenume rusesc.                                                               |
| Raki         | -49.4      | 70          | 7.5           | Prenume fulbe.                                                                |
| Rampyari     | 50.6       | 179.3       | 7.7           | Prenume hindus.                                                               |
| Rand         | -63.8      | 59.5        | 24.3          | Ayn Rand, scriitoare americană (1905–1982).                                   |
| Rani         | 64.1       | 160.4       | 10.7          | Prenume hindus.                                                               |
| Raymonde     | 48.4       | 191.5       | 5.3           | Prenume francez.                                                              |
| Rebecca      | -12.1      | 5.4         | 9.5           | Prenume ebraic.                                                               |
| Recamier     | -12.6      | 58.1        | 25.3          | Julie Récamier, patriotă franceză, opozantă a lui Napoleon (c. 1777-c. 1849). |
| Regina       | 30         | 147.3       | 24.9          | Prenume latin.                                                                |
| Reiko        | 22.6       | 192.1       | 9.7           | Prenume japonez.                                                              |
| Retno        | -52.9      | 192.3       | 7.2           | Prenume indonezian.                                                           |
| Rhoda        | 11.4       | 347.7       | 12.2          | Prenume grecesc.                                                              |
| Rhys         | 8.6        | 298.8       | 44            | Jean Rhys, scriitoare în limba galeză (1894–1979).                            |
| Richards     | 2.5        | 196.1       | 25            | Ellen Richards, fondatoare a ecologiei ca știință (1842–1911).                |
| Riley        | 14.1       | 72.5        | 20.2          | Margaretta Riley, botanistă engleză (1804–1899).                              |
| Rita         | 71         | 334.8       | 8.3           | Prenume italian.                                                              |
| Romanskaya   | 23.2       | 178.4       | 30.4          | Sofia Romanskaya, astronomă sovietică (1886–1969).                            |
| Romola       | 9.3        | 54.2        | 17.5          | Prenume italian.                                                              |
| Roptyna      | 62.2       | 28.9        | 11.5          | Prenume din Ciukotka (NE Siberiei).                                           |
| Rosa Bonheur | 9.7        | 288.8       | 104           | Rosa Bonheur, pictoriță franceză (1822–1899).                                 |
| Rose         | -35.2      | 248.2       | 15.5          | Prenume german.                                                               |
| Rossetti     | 57         | 6.4         | 23.4          | Christina Rossetti, poetă engleză (1830–1894).                                |
| Rowena       | 10.4       | 171.4       | 19.5          | Prenume celtic.                                                               |
| Roxanna      | 26.5       | 334.6       | 9.5           | Prenume persan.                                                               |
| Royle        | -32.7      | 193.7       | 6.1           | Prenume bașchir.                                                              |
| Rudneva      | 78.4       | 174.7       | 29.8          | Varvara Rudneva, rusoaică medic (1844–1899).                                  |
| Rufina       | -74.6      | 195.1       | 5             | Prenume grecesc.                                                              |
| Ruit         | -25.5      | 72.9        | 6.4           | Prenume polinezian.                                                           |
| Runak        | -58.5      | 196.3       | 7.6           | Prenume kurd.                                                                 |
| Ruslanova    | 83.9       | 16.6        | 44.3          | Lidiya Ruslanova, cântăreață sovietică (1900–1973).                           |
| Ruth         | 43.3       | 19.9        | 18.5          | Prenume ebraic.                                                               |

## S
| Nume        | Latitudine | Longitudine | Diametru (km) | Numit după                                                               |
| ----------- | ---------- | ----------- | ------------- | ------------------------------------------------------------------------ |
| Sabin       | -38.5      | 274.7       | 33.1          | Florence R. Sabin.                                                       |
| Sabira      | -5.8       | 239.9       | 15.7          | Prenume tătar, din arabă.                                                |
| Safarmo     | -10.8      | 161.4       | 7.4           | Prenume tadjic.                                                          |
| Saida       | 28.2       | 302         | 9.5           | Prenume arab.                                                            |
| Salika      | -5         | 97.7        | 12.5          | Prenume mari.                                                            |
| Samantha    | 45.6       | 281.7       | 16.9          | Prenume aramaic.                                                         |
| Samintang   | -39        | 80.7        | 25.9          | Poetă coreană, din secolul al XVI-lea.                                   |
| Sandel      | -45.7      | 211.7       | 17.9          | Cora Sandel, autoare norvegiană (1880–1974).                             |
| Sandi       | -68.1      | 315.1       | 12.6          | Prenume provenind de la Alexandra, prenume grecesc.                      |
| Sandugach   | 59.9       | 143.5       | 10            | Prenume tătar.                                                           |
| Sanger      | 33.8       | 288.6       | 83.6          | Margaret Sanger, cercetătoare americană în domeniul medical (1883–1966). |
| Sanija      | 33.1       | 251         | 18            | Prenume tătar.                                                           |
| Saodat      | -2.9       | 344.6       | 3.7           | Prenume uzbec, din arabă.                                                |
| Sarah       | -42.4      | 1.8         | 18.5          | Prenume ebraic.                                                          |
| Sartika     | -63.4      | 67          | 18.7          | Dewi Sartika, educatoare indoneziană (1884–1942).                        |
| Sasha       | 38.3       | 277.3       | 4.6           | Prenume rusesc.                                                          |
| Saskia      | -28.6      | 337.1       | 37.1          | Saskia van Uylenburgh, soția pictorului Rembrandt.                       |
| Sayers      | -67.5      | 229.8       | 98            | Dorothy L. Sayers, englezoaică romancieră și dramaturg. (1893–1957).     |
| Sayligul    | 73.6       | 172.9       | 4.3           | Prenume persan (tadjik).                                                 |
| Scarpellini | -23.2      | 34.6        | 27.1          | Caterina Scarpellini, astronomă italiană din secolul al XIX-lea.         |
| Seiko       | -21        | 216.6       | 3.4           | Prenume japonez.                                                         |
| Selma       | 68.5       | 155.9       | 11.4          | Prenume celtic                                                           |
| Seseg       | -36.3      | 312.6       | 9.8           | Prenume buriat (Siberia).                                                |
| Sévigné     | 52.6       | 326.5       | 29.6          | Marie Sévigné, scriitoare franceză (1626–1696).                          |
| Seymour     | 18.2       | 326.5       | 63            | Jane Seymour, regină engleză (c. 1509-1537).                             |
| Shakira     | 3          | 213.6       | 17.6          | Prenume bașchir.                                                         |
| Shasenem    | -44        | 258.9       | 9             | Prenume turkmen din persană și din arabă.                                |
| Sheila      | 19.9       | 50.2        | 5.6           | Prenume irlandez / celtic.                                               |
| Shih Mai-Yu | 18.4       | 318.9       | 22.3          | Chinezoaică medic (1873–1954).                                           |
| Shirley     | 31.5       | 55.4        | 18            | Prenume englezesc.                                                       |
| Shushan     | -43.8      | 70.2        | 8.5           | Prenume armenesc.                                                        |
| Sidney      | 13.4       | 199.6       | 20.2          | Mary Sidney, femeie dramaturg din epoca elisabetană (1561–1621).         |
| Sigrid      | 63.6       | 314.4       | 16.2          | Prenume scandinav.                                                       |
| Simbya      | -74.4      | 130         | 4             | Prenume nganasan (Samoyed).                                              |
| Simonenko   | -26.9      | 97.6        | 31.9          | Alla Nikolaevna Simonenko, astronomă sovietică.                          |
| Sirani      | -31.5      | 230.4       | 28.3          | Elisabetta Sirani, pictoriță italiană, gravoare, ... (1638–1665).        |
| Sitwell     | 16.6       | 190.4       | 32.8          | Edith Sitwell, poetă engleză, critic (1887–1964).                        |
| Solace      | 35.9       | 317.2       | 5.3           | Prenume latin.                                                           |
| Sophia      | -28.6      | 18.8        | 17.6          | Prenume grecesc.                                                         |
| Sovadi      | -44.8      | 225.5       | 12.4          | Prenume khmer (cambodgian).                                              |
| Stanton     | -23.3      | 199.3       | 107           | Elizabeth C. Stanton, sufragistă americană (1815–1902).                  |
| Stefania    | 51.3       | 333.3       | 11.7          | Prenume românesc.                                                        |
| Stein       | -30.1      | 345.5       | 13.3          | Gertrude Stein, scriitoare americană (1874–1946).                        |
| Steinbach   | -41.4      | 256.9       | 20.3          | Sabina von Steinbach, sculptoriță germană (c. 1250).                     |
| Stina       | 37.4       | 22.8        | 10.4          | Prenume suedez.                                                          |
| Storni      | -9.8       | 245.6       | 21.7          | Alfonsina Storni, poetă argentiniană (1892–1938).                        |
| Stowe       | -43.2      | 233.2       | 80            | Harriet Beecher Stowe, romancieră americană (1811–1896).                 |
| Stuart      | -30.8      | 20.2        | 68.6          | Maria Stuart, regină a Scoției (1542–1587).                              |
| Suliko      | 9.6        | 214.6       | 14.9          | Prenume georgian / gruzin.                                               |
| Sullivan    | -1.4       | 110.9       | 32            | Anne Sullivan, profesoară americană a Helen Keller (1866–1936).          |
| Surija      | 5.3        | 178.2       | 15.3          | Prenume azer.                                                            |
| Susanna     | 6          | 93.3        | 13.3          | Prenume ebraic.                                                          |
| Sveta       | 82.5       | 273.2       | 21            | Prenume rusesc                                                           |

## T
| Nume       | Latitudine | Longitudine | Diametru (km) | Numit după                                                                      |
| ---------- | ---------- | ----------- | ------------- | ------------------------------------------------------------------------------- |
| Taglioni   | 41.7       | 122.6       | 31            | Marie Taglioni                                                                  |
| Tahia      | 44.3       | 73.7        | 6.1           | Prenume polinezian.                                                             |
| Taira      | -1.6       | 296.8       | 19.6          | Prenume oset.                                                                   |
| Tako       | 25.1       | 285.3       | 10.7          | Prenume fulbe.                                                                  |
| Talvikki   | 41.9       | 22          | 12.6          | Prenume finlandez.                                                              |
| Tamara     | 61.6       | 317.2       | 11            | Prenume georgian.                                                               |
| Tanya      | -19.3      | 282.7       | 14            | Prenume rusesc.                                                                 |
| Tatyana    | 85.4       | 212.4       | 19            | Prenume rusesc.                                                                 |
| Taussig    | -9.2       | 229         | 25.8          | Helen Taussig, pediatră americană, cercetătoare în domeniul inimii (1898–1986). |
| Tehina     | -30.4      | 76.4        | 5.4           | Prenume polinezian.                                                             |
| Tekarohi   | 21.2       | 76.4        | 9.3           | Prenume polinezian.                                                             |
| Temou      | -10        | 83.4        | 9.3           | Prenume polinnezian.                                                            |
| Teresa     | -42.5      | 10          | 14.8          | Prenume din greacă.                                                             |
| Terhi      | 45.7       | 253.1       | 10.7          | Prenume finlandez.                                                              |
| Teroro     | -75.8      | 88.1        | 9.2           | Prenume polinezian.                                                             |
| Teumere    | -38.3      | 88.1        | 5.4           | Prenume polinezian.                                                             |
| Teura      | -12.3      | 90.2        | 9.3           | Prenume polinezian.                                                             |
| Thomas     | -13        | 272.5       | 25.2          | Martha Thomas, președinte de colegiu american (1857–1935).                      |
| Tiffany    | -8.7       | 22.9        | 7             | Prenume grecesc.                                                                |
| Tinyl      | 9.7        | 132.1       | 12.8          | Prenume din Ciukotka (NE Siberia).                                              |
| Toklas     | 0.7        | 273.1       | 17.5          | Alice B. Toklas, scriitoare americană (1877–1967).                              |
| Tolgonay   | 68.8       | 271.1       | 4.6           | Prenume kirghiz.                                                                |
| Trollope   | -54.8      | 246.4       | 27.2          | Frances Trollope, romancieră engleză (1780–1863).                               |
| Truth      | 28.7       | 287.8       | 47.3          | Sojourner Truth, aboliționistă americană (1797–1883).                           |
| Tseraskaya | 28.6       | 79.2        | 30.3          | Lidiya Tseraskaya, astronomă sovietică (1855–1931).                             |
| Tsetsa     | 31.3       | 317.7       | 9.9           | Prenume din Mordovia (Volga Finn).                                              |
| Tsiala     | 2.9        | 100         | 16.5          | Prenume georgian.                                                               |
| Tsvetayeva | 64.6       | 147.4       | 42.9          | Marina Țvetaeva, poetă sovietică (1892–1941).                                   |
| Tsyrma     | -14.1      | 318.5       | 7.8           | Prenume buriat (Siberia).                                                       |
| Tubman     | 23.6       | 204.6       | 42.9          | Harriet Tubman, aboliționistă americană (1820–1913).                            |
| Tünde      | 76.8       | 193         | 16.3          | Prenume maghiar.                                                                |
| Tursunoy   | 80.9       | 229.3       | 4.7           | Prenume uzbec.                                                                  |
| Tussaud    | 21.7       | 221         | 16            | Marie Tussaud, artistă elvețiană în ceară (1760–1850).                          |
| Tuyara     | -62.9      | 15.5        | 13.2          | Prenume iacut.                                                                  |

## U
| Nume      | Latitudine | Longitudine | Diametru (km) | Numit după                                         |
| --------- | ---------- | ----------- | ------------- | -------------------------------------------------- |
| Ualinka   | 13.2       | 168.6       | 8.1           | Prenume oset (Caucazul de Nord)                    |
| Udagan    | 10.7       | 206.9       | 11.5          | Prenume iacut.                                     |
| Udaltsova | -20.3      | 275.3       | 26.7          | Nadezhda Udaltsova, artistă rusoaică (1885–1961).  |
| Udyaka    | 30.9       | 172.9       | 7.7           | Prenume orochi (Amur River).                       |
| Ugne      | 34.9       | 205.8       | 10.3          | Prenume lituanian.                                 |
| Ul'yana   | 24.3       | 253         | 12.5          | Prenume rusesc.                                    |
| Uleken    | 33.7       | 185.1       | 10.9          | Prenume nanay (Amur River area, E. Siberia).       |
| Ulla      | -51.5      | 184.5       | 10.4          | Prenume suedez.                                    |
| Ulpu      | -35.7      | 179         | 7             | Prenume finlandez.                                 |
| Ulrique   | 75.9       | 55.6        | 19.6          | Prenume francez.                                   |
| Uluk      | -62.2      | 178.6       | 10.3          | Prenume neghidalian (Amur River area, E. Siberia). |
| Umaima    | -23.3      | 195.4       | 6.9           | Prenume arab.                                      |
| Umkana    | -53.3      | 198.6       | 6.2           | Prenume eschimos (Ciukotka).                       |
| Unay      | 53.5       | 172.7       | 11.4          | Prenume mari.                                      |
| Undset    | 51.7       | 60.8        | 20            | Sigrid Undset, autoare norvegiană (1882–1949).     |
| Unitkak   | 40.8       | 199.5       | 8             | Prenume eschimos (Ciukotka).                       |
| Urazbike  | -9         | 202.5       | 7             | Prenume tătar.                                     |
| Ustinya   | -41.2      | 251.6       | 11.8          | Prenume rusesc.                                    |
| Uvaysi    | 2.3        | 198.3       | 38.9          | Jahonotin Uvaysiy, poetă uzbecă (c. 1780-c. 1850). |
| Uyengimi  | -76.9      | 204.9       | 8.9           | Prenume khanty, Mansi (Ob River Finn).             |

## V
| Nume          | Latitudine | Longitudine | Diametru (km) | Numit după                                                                                                |
| ------------- | ---------- | ----------- | ------------- | --- |
| Văcărescu     | -63        | 199.8       | 31.5          | Elena Văcărescu, scriitoare română (1864-1947).                                                           |
| Vaka          | -41.4      | 8.9         | 11.8          | Prenume bulgar.                                                                                           |
| Valadon       | -49        | 167.7       | 25.2          | Suzanne Valadon, pictoriță franceză (1865–1940); mama pictorului Maurice Utrillo.                         |
| Valborg       | 75.5       | 272.1       | 20            | Prenume danez.                                                                                            |
| Valentina     | 46.4       | 144.1       | 24.6          | Prenume latin.                                                                                            |
| Valerie       | -6.4       | 30.9        | 13.6          | Prenume francez.                                                                                          |
| Vallija       | 26.3       | 120         | 15.2          | Prenume leton.                                                                                            |
| Vanessa       | -6         | 1.9         | 10            | Prenume grecesc.                                                                                          |
| Vard          | 17.5       | 314.5       | 6.1           | Prenume armean.                                                                                           |
| Varya         | 2.8        | 211.8       | 14.3          | Prenume rusesc.                                                                                           |
| Vashti        | -6.8       | 43.7        | 17            | Prenume persan.                                                                                           |
| Vasilutsa     | 16.5       | 334.4       | 5.7           | Prenume românesc: Vasiluța.                                                                               |
| Vassi         | 34.4       | 346.5       | 8.5           | Prenume carel.                                                                                            |
| Veriko        | 20.4       | 350.1       | 5.2           | Prenume georgian / gruzin.                                                                                |
| Veronica      | -38.1      | 124.6       | 17.9          | Prenume latin.                                                                                            |
| Vesna         | -60.3      | 220.5       | 14.9          | Prenume slav.                                                                                             |
| Veta          | 42.6       | 349.5       | 6.4           | Prenume românesc, de la Elisaveta / Elisabeta, iar acestea de la Elizabeth.                               |
| Vigée-Lebrun  | 17.3       | 141.4       | 57.8          | Élisabeth-Louise Vigée-Le Brun, pictoriță franceză (1755–1842). Ortografie schimbată de la Vigier Lebrun. |
| Viola         | -36.1      | 240.5       | 10            | Prenume englez.                                                                                           |
| Virga         | -26.9      | 7.7         | 10.3          | Prenume lituanian.                                                                                        |
| Virginia      | -52.9      | 185.9       | 18.5          | Prenume latin.                                                                                            |
| Virve         | -5.1       | 346.9       | 18            | Prenume eston.                                                                                            |
| Vlasta        | 28.4       | 250.1       | 10.7          | Prenume ceh.                                                                                              |
| Volkova       | 75.2       | 242.2       | 47.5          | Anna Volkova, chimistă rusoaică (1800–1876).                                                              |
| Volyana       | 60.6       | 359.9       | 5.3           | Prenume țigănesc.                                                                                         |
| von Paradis   | -32.2      | 314.9       | 37.5          | Maria von Paradis, pianistă austriacă (1759–1834).                                                        |
| von Schuurman | -5         | 191         | 29.1          | Anna Maria van Schurman, lingvistă, scriitoare, artistă olandeză (1607–1678).                             |
| Von Siebold   | -52        | 36.6        | 32.4          | Regina von Siebold, medic, educatoare germană (1771–1849).                                                |
| von Suttner   | -10.6      | 234.9       | 24            | Bertha von Suttner, ziaristă pacifistă austriacă (1843–1914).                                             |
| Voynich       | 35.4       | 56.1        | 48.7          | Ethel Lilian Voynich                                                                                      |

## W
| Nume           | Latitudine | Longitudine | Diametru (km) | Numit după                                                                  |
| -------------- | ---------- | ----------- | ------------- | --------------------------------------------------------------------------- |
| Wanda          | 71.3       | 323.1       | 21.7          | Prenume polonez.                                                            |
| Wang Zhenyi    | 13.2       | 217.8       | 23.4          | Wang Zhenyi, astronomă și geofiziciană chineză (1768–1797).                 |
| Warren         | -11.7      | 176.5       | 50.9          | Mercy Warren, poetă, dramaturg și istorică colonială americană (1728–1814). |
| Wazata         | 33.6       | 298.3       | 13.9          | Prenume hausa (Nigeria).                                                    |
| Weil           | 19.4       | 283.1       | 24.2          | Simone Weil, autoare franceză (1909–1943).                                  |
| Wen Shu        | -5         | 303.7       | 31.5          | Wen Shu, pictoriță chineză (1595–1634).                                     |
| Wendla         | 22.5       | 207.6       | 5.7           | Prenume suedez.                                                             |
| West           | 26.1       | 303         | 28.8          | Rebecca West, romancieră, critic și actriță irlandeză (1892–1983).          |
| Wharton        | 55.7       | 61.9        | 50.5          | Edith Wharton, scriitoare americană (1862–1937).                            |
| Wheatley       | 16.6       | 268         | 74.8          | Phillis Wheatley, scriitoare de culoare din America (1753–1784).            |
| Whiting        | -6.1       | 128         | 35.7          | Sarah Whiting, fiziciană și astronomă americană (1847–1927).                |
| Whitney        | -30.2      | 151.3       | 42.5          | Mary Whitney, astronomă americană (1847–1921).                              |
| Wieck          | -74.2      | 244.8       | 20.2          | Clara Wieck, pianistă și compozitoare germană (1819–1896).                  |
| Wilder         | 17.4       | 122.6       | 35.1          | Laura Ingalls Wilder, autoare americană (1867–1957).                        |
| Willard        | -24.6      | 296.1       | 48.4          | Emma Willard, educatoare americană (1787–1870).                             |
| Wilma          | 36.7       | 1.7         | 12.5          | Prenume englez.                                                             |
| Winema         | 3          | 168.6       | 21.7          | Winema, eroină indiană modoc, împăciuitoare (c. 1848-1932).                 |
| Winnemucca     | -15.4      | 121.1       | 30.3          | Sarah Winnemucca, interpretă piute, activistă (c. 1844-1891).               |
| Wiwi-yokpa     | -73.8      | 228.4       | 4.5           | Prenume Abenaki/Algonquin (Canada).                                         |
| Wollstonecraft | -39.1      | 260.8       | 44.1          | Mary Wollstonecraft, autoare engleză (1759–1797).                           |
| Woolf          | -37.7      | 27.2        | 24.5          | Virginia Woolf, scriitoare britanică (1882–1941).                           |
| Workman        | -12.9      | 299.9       | 17.4          | Fanny Workman, alpinistă americană, autoare (1859–1925).                    |
| Wu Hou         | -25.5      | 317.4       | 27.5          | Wu Hou, împărăteasă chineză (c. 624-705).                                   |
| Wynne          | 55         | 53.6        | 10            | Prenume englez.                                                             |

## X
| Nume      | Latitudine | Longitudine | Diametru (km) | Numit după                                |
| --------- | ---------- | ----------- | ------------- | ----------------------------------------- |
| Xantippe  | -10.9      | 11.8        | 40.4          | Xanthippe, soția lui Socrate.             |
| Xenia     | -30.3      | 249.4       | 13.5          | Prenume grecesc                           |
| Xi Wang   | 14         | 208         | 7.7           | Prenume chinez                            |
| Xiao Hong | -43.5      | 101.7       | 38.7          | Xiao Hong, romancieră chineză (1911–1942) |
| Ximena    | -68.2      | 243.6       | 12.8          | Prenume portughez.                        |

## Y
| Nume        | Latitudine | Longitudine | Diametru (km) | Numit după                                                   |
| ----------- | ---------- | ----------- | ------------- | ------------------------------------------------------------ |
| Yablochkina | 48.3       | 195.3       | 64.3          | Aleksandra Yablochkina, actriță sovietică (1866–1964)        |
| Yakyt       | 2.1        | 170.2       | 13.8          | Prenume karakalpak.                                          |
| Yale        | -13.4      | 271.2       | 18.5          | Caroline Yale, educatoare americană a surzilor (1848–1933).  |
| Yambika     | 32.6       | 208.7       | 6.5           | Prenume mari (Volga Finn).                                   |
| Yasuko      | -26.1      | 169         | 10.6          | Prenume japonez.                                             |
| Yazruk      | 21.2       | 160.2       | 10.5          | Prenume nivhi (Amur River area, E. Siberia).                 |
| Yelya       | -47.5      | 211.7       | 8.6           | Prenume neneț (Samoyed).                                     |
| Yemysh      | 11.9       | 214.7       | 6             | Prenume mari (Volga Finn).                                   |
| Yenlik      | -16        | 225.4       | 8.6           | Prenume kazah.                                               |
| Yerguk      | 42.7       | 226.8       | 6.3           | Prenume neghidalian (Amur River).                            |
| Yeska       | 27.4       | 230.1       | 9.1           | Prenume selkup (Samoyed).                                    |
| Yetta       | 58.6       | 185.4       | 9             | De la Henrietta, prenume german.                             |
| Yokhtik     | -50.1      | 158.1       | 11.4          | Prenume nivhi (Amur River area, E. Siberia).                 |
| Yoko        | -5.7       | 232         | 5             | Prenume japonez.                                             |
| Yolanda     | 7.8        | 152.7       | 11.4          | Prenume grecesc.                                             |
| Yomile      | -27.3      | 138.7       | 13.6          | Prenume bașchir.                                             |
| Yonge       | -14        | 115.1       | 42.8          | Charlotte Mary Yonge, scriitoare engleză (1823–1901).        |
| Yonok       | -65.1      | 234.1       | 9.5           | Prenume corean.                                              |
| Yonsuk      | -34        | 234.8       | 8.5           | Prenume corean.                                              |
| Yoshioka    | -32.4      | 59          | 16.6          | Yayoi, japoneză medic, fondatoare de colegiu (c. 1871-1959). |
| Ytunde      | 49.9       | 81.1        | 6.1           | Prenume yoruba.                                              |
| Yvette      | 7.5        | 249.6       | 10.6          | Prenume francez.                                             |
| Yvonne      | -56        | 298.4       | 14.5          | Prenume francez.                                             |

## Z
| Nume        | Latitudine | Longitudine | Diametru (km) | Numit după                                                    |
| ----------- | ---------- | ----------- | ------------- | ------------------------------------------------------------- |
| Zakiya      | -66.5      | 234.1       | 7.5           | Prenume arab                                                  |
| Zamudio     | 9.6        | 189.3       | 19            | Adela Zamudio, poetă boliviană (1854–1928).                   |
| Zarema      | 16.8       | 235.2       | 5             | Prenume avar (Daghestan).                                     |
| Zdravka     | 65.1       | 299         | 12.5          | Prenume bulgar.                                               |
| Zeinab      | -2.2       | 159.6       | 12.5          | Prenume persan din arabă                                      |
| Zemfira     | -46.2      | 157.7       | 11.4          | Prenume țigănesc.                                             |
| Zenobia     | -29.3      | 28.6        | 39.1          | Zenobia, regină a Palmirei (secolul al III-lea).              |
| Zerine      | -29.6      | 258.6       | 6.5           | Prenume persan.                                               |
| Zhilova     | 66.3       | 125.7       | 53            | Maria Zhilova / Maria Jilova, astronomă rusoaică (1870–1934). |
| Zhu Shuzhen | -26.5      | 356.5       | 29.4          | Zhu Shuzhen, poetă chineză (1126–1200).                       |
| Zija        | -3.5       | 265         | 16.8          | Prenume arab.                                                 |
| Zina        | 41.9       | 320.1       | 9             | Prenume românesc.                                             |
| Živile      | 48.8       | 113.1       | 13.5          | Prenume lituanian.                                            |
| Zlata       | 64.6       | 333.9       | 7             | Prenume sârbocroat.                                           |
| Zosia       | -18.9      | 109.2       | 10.5          | Prenume polonez.                                              |
| Zoya        | 69.1       | 236.2       | 20            | Prenume rusesc.                                               |
| Zuhrah      | 34.7       | 357         | 5.8           | Prenume arab.                                                 |
| Zula        | 7.3        | 282         | 5             | Prenume cecen.                                                |
| Zulfiya     | 18.4       | 101.9       | 12.9          | Prenume uzbec.                                                |
| Zulma       | -7.7       | 102         | 11            | Prenume spaniol.                                              |
| Zumrad      | 32.1       | 94.8        | 12.9          | Prenume uzbec.                                                |
| Zurka       | -12.8      | 275.2       | 5.5           | Prenume țigănesc.                                             |
| Zvereva     | 45.4       | 283.1       | 22.9          | Lidia Zvereva, aviatoare rusoaică (1890–1916)                 |